# Liste der Kulturdenkmale in Trachau (K–Z)
Die Liste der Kulturdenkmale in Trachau umfasst sämtliche Kulturdenkmale der Dresdner Gemarkung Trachau. Die Anmerkungen sind zu beachten. 

Diese Liste ist eine Teilliste der Liste der Kulturdenkmale in Dresden. 

Diese Liste ist eine Teilliste der Liste der Kulturdenkmale in Sachsen.
Aufgrund der hohen Anzahl der Kulturdenkmale wurde die alphabetisch nach Adressen geordnete Liste in folgende zwei Teillisten untergliedert:
- Liste der Kulturdenkmale in Trachau (A–J)
- Liste der Kulturdenkmale in Trachau (K–Z)

Diese Teilliste enthält alle Kulturdenkmale von K bis Z.

## Legende
- Bild: Bild des Kulturdenkmals, ggf. zusätzlich mit einem Link zu weiteren Fotos des Kulturdenkmals im Medienarchiv Wikimedia Commons. Wenn man auf das Kamerasymbol klickt, können Fotos zu Kulturdenkmalen aus dieser Liste hochgeladen werden:
- Bezeichnung: Denkmalgeschützte Objekte und ggf. Bauwerksname des Kulturdenkmals
- Lage: Straßenname und Hausnummer oder Flurstücknummer des Kulturdenkmals. Die Grundsortierung der Liste erfolgt nach dieser Adresse. Der Link (Karte) führt zu verschiedenen Kartendiensten mit der Position des Kulturdenkmals. Fehlt dieser Link, wurden die Koordinaten noch nicht eingetragen. Sind diese bekannt, können sie über ein Tool mit einer Kartenansicht einfach nachgetragen werden. In dieser Kartenansicht sind Kulturdenkmale ohne Koordinaten mit einem roten bzw. orangen Marker dargestellt und können durch Verschieben auf die richtige Position in der Karte mit Koordinaten versehen werden. Kulturdenkmale ohne Bild sind an einem blauen bzw. roten Marker erkennbar.
- Datierung: Baubeginn, Fertigstellung, Datum der Erstnennung oder grobe zeitliche Einordnung entsprechend des Eintrags in der sächsischen Denkmaldatenbank
- Beschreibung: Kurzcharakteristik des Kulturdenkmals entsprechend des Eintrags in der sächsischen Denkmaldatenbank, ggf. ergänzt durch die dort nur selten veröffentlichten Erfassungstexte oder zusätzliche Informationen
- ID: Vom Landesamt für Denkmalpflege Sachsen vergebene, das Kulturdenkmal eindeutig identifizierende Objekt-Nummer. Der Link führt zum PDF-Denkmaldokument des Landesamtes für Denkmalpflege Sachsen. Bei ehemaligen Kulturdenkmalen können die Objektnummern unbekannt sein und deshalb fehlen bzw. die Links von aus der Datenbank entfernten Objektnummern ins Leere führen. Ein ggf. vorhandenes Icon  führt zu den Angaben des Kulturdenkmals bei Wikidata.

## Trachau
| Bild                                    | Bezeichnung | Lage | Datierung | Beschreibung | ID       |
| --------------------------------------- | --- | --- | --- | --- | -------- |
| Weitere Bilder                          | Großsiedlung Trachau: Häuserzeile (Kleestraße 2/4/6 und Richard-Rösch-Straße 19/21/23/25/27/29/31/33) über L-förmigem Grundriss (Einzeldenkmal zu ID-Nr. 09217340)                                                                           | Kleestraße 2; 4; 6 (Karte) | 1929–1931 (Mehrfamilienwohnhaus)                                                                                                 | Einzeldenkmal o. g. Sachgesamtheit: Häuserzeile (Kleestraße 2/4/6 und Richard-Rösch-Straße 19/21/23/25/27/29/31/33) über L-förmigem Grundriss; Häuserzeile modern gestaltet, Siedlung baugeschichtlich, städtebaulich und in Teilen künstlerisch bedeutend sowie singulär. | 09217455 |
|                                         | Häuserzeile, Teil einer Wohnanlage des Bauverein Kriegerfamilien-Heim m.b.H. | Kopernikusstraße 15; 17; 19; 21 (Karte) | 1921 (Mehrfamilienwohnhaus) | Häuserzeile, Teil einer Wohnanlage des Bauverein Kriegerfamilien-Heim m.b.H., Anlage aus insgesamt fünf Gebäuden an Kopernikusstraße, Stephanstraße und Wilder-Mann-Straße; traditionelle Geschossbauten mit Lochfassade, rückwärtigen Balkonen und Walm- oder Mansarddächern, belebt durch vereinfachte neoklassizistische Elemente, die an den Straßen gelegenen Gebäude mit Torbögen verbunden, siehe auch Stephanstraße 12–22 und Wilder-Mann-Straße 21b/c/d, baugeschichtlich und stadtentwicklungsgeschichtlich bedeutend | 09217456 |
|                                         | Doppelwohnhaus mit kleinem Zweckbau und Einfriedung | Kopernikusstraße 18 (Karte) | um 1928 (Doppelwohnhaus) | Doppelwohnhaus (Kopernikusstraße 18 und Wilder-Mann-Straße 23) mit kleinem Zweckbau und Einfriedung; einfach gestalteter, dreigeschossiger Bau, für die Zeit typisch traditionell gestaltet mit Walmdächern und verputzen Fassaden, ehemals belebt durch Klappläden, verweist auf die bauliche Entwicklung um 1930, ortsentwicklungsgeschichtliche und bauhistorische Bedeutung | 09210238 |
|                                         | Mietvilla | Kopernikusstraße 20 (Karte) | um 1910 (Mietvilla) | Beispiel der Reformarchitektur um 1910, klare und zweckmäßige Gestaltung der Putzfassade, vereinfachter Bauschmuck sparsam angeordnet, baugeschichtlich und stadtentwicklungsgeschichtlich bedeutend | 09217457 |
|                                         | Doppelwohnhaus einer kleinen Wohnanlage | Kopernikusstraße 22; 22b (Karte) | um 1930 (Doppelwohnhaus) | Doppelwohnhaus einer kleinen Wohnanlage aus zwei Doppelwohnhäusern und einem Zweckbau an der Ecke Kopernikus- und Stephanstraße; einfache, traditionell gestaltete Putzbauten mit Satteldächern, Fassaden belebt durch Klappläden, exemplarischen Charakter für die Architekturentwicklung um 1930, siehe auch Stephanstraße, 24/26 ortsentwicklungsgeschichtliche und baugeschichtliche Bedeutung | 09217458 |
|                                         | Doppelwohnhaus in offener Bebauung, mit Einfriedung | Kopernikusstraße 26; 28 (Karte) | 1920er Jahre (Doppelwohnhaus) | Zeugnis des Wohnungsbaus der späten 1920er Jahre, Gestaltung geprägt durch traditionelles Gedankengut und Ideen der Neuen Sachlichkeit, Putzbau, baugeschichtliche und stadtentwicklungsgeschichtliche Bedeutung | 09217459 |
| Weitere Bilder                          | Großsiedlung Trachau: Häuserzeile, leicht gekrümmt und über L-förmigem Grundriss (Einzeldenkmal zu ID-Nr. 09217340) | Kopernikusstraße 27; 27b; 27c; 29; 31; 33; 35; 37; 39 (Karte) | 1929–1931 (Mehrfamilienwohnhaus)                                                                                                 | Einzeldenkmal o. g. Sachgesamtheit: Häuserzeile (Kopernikusstraße 27/27b/27c/29/31/33/35/37/39 und Lichtenbergweg 11), leicht gekrümmt und über L-förmigem Grundriss; der Paradigmenwechsel in Architektur und Städtebau nach 1933 ist an dieser Häuserzeile ablesbar, Siedlung baugeschichtlich, städtebaulich und in Teilen künstlerisch bedeutend sowie singulär. | 09217460 |
| Weitere Bilder                          | Großsiedlung Trachau: Häuserzeile über U-förmigen Grundriss (Einzeldenkmal zu ID-Nr. 09217340) | Kopernikusstraße 38; 38b | 1929–1939 (Mehrfamilienwohnhaus)                                                                                                 | Einzeldenkmal o. g. Sachgesamtheit: Häuserzeile (Aachener Straße 9/9b/11/11b, Halleystraße 1/3/5/7 und Kopernikusstraße 38/38b) über U-förmigen Grundriss; Häuserzeile traditionell gestaltet, Siedlung baugeschichtlich, städtebaulich und in Teilen künstlerisch bedeutend sowie singulär. | 09210055 |
| Weitere Bilder                          | Großsiedlung Trachau: Apostelkirche (Einzeldenkmal zu ID-Nr. 09217340) | Kopernikusstraße 40 (Karte) | 1927–1929 (Evangelische-luth. Kirche)                                                                                            | Ev.-luth. Apostelkirche; Ensemble aus Kirche und Pfarrhaus; einschiffiges Gotteshaus mit hohem Satteldach, seitlich wuchtigem Turm und quergelagertem Bau, daran das versetzte Pfarrgebäude angefügt, Baukörper der Kirche im Sinne des Expressionismus mit romantisierenden und gotisierenden Formen belebt, Akzente durch Klinkergliederung, das Pfarrhaus traditionell, Kirche bemerkenswertes Zeugnis der Kirchenbaukunst der 1920er Jahre, baugeschichtlich und künstlerisch bedeutend | 09217462 |
| Weitere Bilder                          | Großsiedlung Trachau: Häuserzeile, raumgreifend, das ehemalige Güntzheim westlich umfassend (Einzeldenkmal zu ID-Nr. 09217340) | Kopernikusstraße 41; 43; 45; 47; 49; 51; 53; 55; 57 (Karte) | 1929–1931 (Mehrfamilienwohnhaus)                                                                                                 | Einzeldenkmal o. g. Sachgesamtheit: Häuserzeile (Industriestraße 42/44/46/48/50/52, und Kopernikusstraße 41/43/45/47/49/51/53/55/57), raumgreifend, das ehemalige Güntzheim westlich umfassend; Häuserzeile von Hans Richter modern gestaltet, Siedlung baugeschichtlich, städtebaulich und in Teilen künstlerisch bedeutend sowie singulär. | 09210379 |
| Weitere Bilder                          | Großsiedlung Trachau: Häuserzeile über L-förmigen Grundriss (Einzeldenkmal zu ID-Nr. 09217340) | Kopernikusstraße 42; 44; 46; 48; 50; 52 (Karte) | 1929–1931 (Mehrfamilienwohnhaus)                                                                                                 | Einzeldenkmal o. g. Sachgesamtheit: Häuserzeile (Dopplerstraße 2 und Kopernikusstraße 42/44/46/48/50/52) über L-förmigen Grundriss; Häuserzeile von Hans Richter modern gestaltet, Siedlung baugeschichtlich, städtebaulich und in Teilen künstlerisch bedeutend sowie singulär. | 09210114 |
| Weitere Bilder                          | Großsiedlung Trachau: Häuserzeile über L-förmigen Grundriss (Einzeldenkmal zu ID-Nr. 09217340) | Kopernikusstraße 54; 56; 58; 60; 62; 64 (Karte) | 1929–1931 (Mehrfamilienwohnhaus)                                                                                                 | Einzeldenkmal o. g. Sachgesamtheit: Häuserzeile (Dopplerstraße 1, Fraunhoferstraße 2 und Kopernikusstraße 54/56/58/60/62/64) über L-förmigen Grundriss; Häuserzeile von Hans Richter modern gestaltet, Siedlung baugeschichtlich, städtebaulich und in Teilen künstlerisch bedeutend sowie singulär. | 09217376 |
| Weitere Bilder                          | Großsiedlung Trachau: Häuserzeile an mehreren Straßen entlang führend (Einzeldenkmal zu ID-Nr. 09217340) | Kopernikusstraße 66; 68; 70; 72; 74 (Karte) | 1929–1931 (Mehrfamilienwohnhaus)                                                                                                 | Einzeldenkmal o. g. Sachgesamtheit: Häuserzeile (Carl-Zeiss-Straße 26/28/30/32/34/36/38/40/42/44/46/48, Dopplerstraße 3/5, Fraunhoferstraße 1/3/5/7/9/11/13/15/17/19/21/23/25/27/29/31/33, Industriestraße 54/56/58/60/62/64/66, Kopernikusstraße 66/68/70/72/74 und Richard-Rösch-Straße 2/4/6/8/10/12/14/16/18/20/22/24/26/28/30/32/34/36/38/40) an mehreren Straßen entlang führend; Häuserzeile von Hans Waloschek und Hans Richter modern gestaltet und in ihrer Ausdehnung singulär, Siedlung baugeschichtlich, städtebaulich und in Teilen künstlerisch bedeutend. | 09210110 |
|                                         | Mietvilla | Kronenstraße 14 (Karte) | um 1910 (Mietvilla) | um 1910 errichteter Putzbau im Reformstil, klare und zweckmäßige Gestaltung mit vereinfachtem Bauschmuck sparsam angeordnet, baugeschichtlich und stadtentwicklungsgeschichtlich bedeutend | 09217463 |
|                                         | Mietvilla | Kronenstraße 15 (Karte) | Anfang 20. Jh. (Mietvilla) | qualitätvoller und repräsentativer Bau und Beispiel der Reformarchitektur um 1910, Putzfassade mit Zierfachwerk, mächtiges Dach, variierende Erker und Balkone, baugeschichtlich und stadtentwicklungsgeschichtlich bedeutend, straßenbildprägend | 09217464 |
|                                         | Mietvilla | Kronenstraße 17 (Karte) | Anfang 20. Jh. (Mietvilla) | charakteristisches Beispiel der Reformarchitektur um 1910, Putzfassade mit Natursteinelementen strukturiert, verglaste Loggien teilweise mit Holz verkleidet, baugeschichtlich und stadtentwicklungsgeschichtlich bedeutend | 09217465 |
|                                         | Mietvilla mit Einfriedung | Kronenstraße 22 (Karte) | um 1910 (Mietvilla) | baukünstlerisch anspruchsvoll, später geometrischer Jugendstil, baugeschichtlich und stadtentwicklungsgeschichtlich bedeutend | 09217467 |
|                                         | Mietvilla | Kronenstraße 24 (Karte) | um 1910 (Mietvilla) | charakteristischer Wohnbau der versachlichten Architektur nach 1900 mit hohem Dach, dominierenden Giebeln und Erker, baugeschichtlich und stadtentwicklungsgeschichtlich bedeutend | 09217466 |
|                                         | Mietvilla mit Einfriedung | Kronenstraße 27 (Karte) | um 1910 (Mietvilla) | charakteristisches Beispiel der versachlichten Architektur nach 1900 mit zurückhaltendem, akzentuierendem Schmuck, baugeschichtlich und stadtentwicklungsgeschichtlich bedeutend | 09217468 |
|                                         | Mietvilla mit Einfriedung und Torbogen | Kronenstraße 29 (Karte) | um 1910 (Mietvilla) | repräsentativer, malerischer Bau mit Jugendstil- und Reformstilelementen, mit hohem Dach und dominierendem Zierfachwerkgiebel, baugeschichtlich und stadtentwicklungsgeschichtlich bedeutend | 09217469 |
|                                         | Mietvilla in Ecklage | Kronenstraße 31 (Karte) | Anfang 20. Jh. (Mietvilla) | repräsentativer Putzbau, komplexer, gestaffelte Baukörper, Ecklage durch Erker und Turm zusätzlich betont, gestalterisch anspruchsvoll, baugeschichtlich und stadtentwicklungsgeschichtlich bedeutend, straßenbildprägend | 09217470 |
| Weitere Bilder                          | Gartenheimsiedlung Trachau: Wohnhaus (Einzeldenkmal zu ID-Nr. 09217338) | Kronenstraße 40 (Karte) | 1926–1927 (Mehrfamilienwohnhaus)                                                                                                 | Einzeldenkmal o. g. Sachgesamtheit: Wohnhaus; Teil einer der qualitätvollsten Anlagen traditionellen Siedlungsbaus aus den 1920er Jahren in Dresden, baugeschichtlich, stadtentwicklungsgeschichtlich und in Teilen künstlerisch bedeutend. | 09217471 |
|                                         | Mietvilla in Ecklage | Kronenstraße 41 (Karte) | Anfang 20. Jh. (Mietvilla) | charakteristisches Beispiel der durch versachlichte Baukörper mit hohen Dächern und wenigem, aber akzentuierendem Schmuck gekennzeichneten Reformarchitektur nach 1900 mit Jugendstildekor, Ecklage durch verbrochene Ecke und Zierfachwerkgiebel gestalterisch zusätzlich betont, baugeschichtlich und stadtentwicklungsgeschichtlich bedeutend | 09217472 |
| Weitere Bilder                          | Gartenheimsiedlung Trachau: Wohnhaus (Einzeldenkmal zu ID-Nr. 09217338) | Kronenstraße 42 (Karte) | 1926–1927 (Mehrfamilienwohnhaus)                                                                                                 | Einzeldenkmal o. g. Sachgesamtheit: Wohnhaus; Teil einer der qualitätvollsten Anlagen traditionellen Siedlungsbaus aus den 1920er Jahren in Dresden, baugeschichtlich, stadtentwicklungsgeschichtlich und in Teilen künstlerisch bedeutend. | 09210158 |
|                                         | Doppelhaus in offener Bebauung | Kronenstraße 43; 45 (Karte) | 1929–1930 (Doppelwohnhaus) | Gebäudeensemble als charakteristisches Beispiel des Wohnungsbaus der späten zwanziger Jahre, Gestaltung durch expressionistische Formen belebt, baugeschichtlich und stadtentwicklungsgeschichtlich bedeutend | 09217473 |
| Weitere Bilder                          | Gartenheimsiedlung Trachau: Doppelhaus (Einzeldenkmal zu ID-Nr. 09217338) | Kronenstraße 44; 46 (Karte) | 1926–1927 (Doppelwohnhaus) | Einzeldenkmal o. g. Sachgesamtheit: Doppelhaus; Teil einer der qualitätvollsten Anlagen traditionellen Siedlungsbaus aus den 1920er Jahren in Dresden, baugeschichtlich, stadtentwicklungsgeschichtlich und in Teilen künstlerisch bedeutend. | 09210160 |
| Weitere Bilder                          | Zigarettenfabrik Jedicke & Sohn; Villa Louise: Fabrikantenvilla | Leipziger Straße 151 (Karte) | um 1890 (Fabrikantenvilla), um 1890 (Tabakfabrik)                                                                                | Zigarettenfabrik Jedicke & Sohn; Villa Louise: Fabrikantenvilla (Leipziger Straße 151) mit Einfriedung und Werksgebäude (Rietzstraße 34a-c); Industrieareal aus der Zeit um 1900 des Trachauer Zigarrenfabrikants Friedrich Otto Jedicke, Werksgebäude heute zum Mehrfamilienhaus umgebaut, siehe auch Leipziger Straße 153/155 (ID-Nr. 09217476, im Zusammenhang mit Werksgelände errichtet), ortsgeschichtlich und zum Teil bauhistorisch bedeutend | 09217475 |
| Weitere Bilder                          | Doppelmietshaus in halboffener Bebauung | Leipziger Straße 153; 155 (Karte) | 1899–1900 (Doppelmietshaus) | historisierender Putzbau, geprägt von zweigeschossigem Erker, Jugendstildekor und Ziergiebeln, als Teil des sich im rückwärtigen Bereich anschließenden Werksgeländes der Firme Jedicke & Sohn (Rietzstraße 34a-c) errichtet, baugeschichtlich und stadtentwicklungsgeschichtlich bedeutend | 09217476 |
| Weitere Bilder                          | Mietshaus in geschlossener Bebauung | Leipziger Straße 157 (Karte) | bezeichnet 1896 (Mietshaus) | mit Läden, historisierende Klinker-Werkstein-Fassade, zweigeschossiger Erker, baugeschichtlich und stadtentwicklungsgeschichtlich bedeutend | 09217477 |
| Weitere Bilder                          | Mietshaus in Ecklage und geschlossener Bebauung | Leipziger Straße 159 (Karte) | um 1900 (Mietshaus) | historisierender, einfach verputzter Bau um 1900, verbrochene Ecke durch Aufbau betont, baugeschichtlich und stadtentwicklungsgeschichtlich bedeutend | 09217478 |
| Weitere Bilder                          | Mietshaus in Ecklage und geschlossener Bebauung | Leipziger Straße 169 (Karte) | vor 1899 (Mietshaus) | spätgründerzeitlicher Klinker-Werkstein-Bau, Ecklage durch Turmaufbau und verbrochene Ecke betont, Teil eines weitgehend geschlossen erhaltenen spätgründerzeitlichen Quartiers mit typischer Blockrandbebauung, baugeschichtlich, stadtentwicklungsgeschichtlich und städtebaulich bedeutend. | 09217479 |
| Weitere Bilder                          | Mietshaus in geschlossener Bebauung | Leipziger Straße 171 (Karte) | vor 1899 (Mietshaus) | mit Ladeneinbauten, markanter spätgründerzeitlicher Klinker-Werkstein-Bau, Teil eines markanten Ensembles, baugeschichtlich, stadtentwicklungsgeschichtlich und städtebaulich bedeutend. | 09210239 |
| Weitere Bilder                          | Mietshaus in geschlossener Bebauung | Leipziger Straße 173 (Karte) | vor 1899 (Mietshaus) | markanter spätgründerzeitlicher Klinker-Werkstein-Bau, Teil eines Ensembles, baugeschichtlich, stadtentwicklungsgeschichtlich und städtebaulich bedeutend. | 09217480 |
| Weitere Bilder                          | Mietshaus in geschlossener Bebauung | Leipziger Straße 175 (Karte) | vor 1899 (Mietshaus) | spätgründerzeitlicher Klinker-Werkstein-Bau, Teil eines markanten Ensembles, baugeschichtlich, stadtentwicklungsgeschichtlich und städtebaulich bedeutend. | 09217481 |
| Weitere Bilder                          | Mietshaus in geschlossener Bebauung | Leipziger Straße 177 (Karte) | vor 1899 (Mietshaus) | zeittypischer, spätgründerzeitlicher Klinker-Werkstein-Bau, Teil eines markanten Ensembles, baugeschichtlich, stadtentwicklungsgeschichtlich und städtebaulich bedeutend Denkmaltext Die kurz vor/bis 1899 entstandene Leipziger Straße 177 in Dresden, OT Trachau bildet mit den benachbarten Häusern Leipziger Straße 169, 171, 173, 175, 179 und 181 einen bemerkenswerten spätgründerzeitlichen Straßenzug. | 09217484 |
| Weitere Bilder                          | Mietshaus in geschlossener Bebauung | Leipziger Straße 179 (Karte) | vor 1899 (Mietshaus) | spätgründerzeitlicher Klinker-Werkstein-Bau, Teil eines markanten Ensembles, baugeschichtlich, stadtentwicklungsgeschichtlich und städtebaulich bedeutend. | 09217485 |
| Weitere Bilder                          | Mietshaus in geschlossener Bebauung und Ecklage | Leipziger Straße 181 (Karte) | vor 1899 (Mietshaus) | spätgründerzeitlicher Klinker-Werkstein-Bau, Teil eines markanten Ensembles, baugeschichtlich, stadtentwicklungsgeschichtlich und städtebaulich bedeutend. | 09217486 |
| Weitere Bilder                          | Mietshaus in offener Bebauung | Leipziger Straße 206 (Karte) | bezeichnet 1900 (Mietshaus) | historisierender Bau von 1900 mit charakteristischer Klinker-Werkstein-Fassade und zweigeschossigem Erker, baugeschichtlich und stadtentwicklungsgeschichtlich bedeutend | 09217487 |
| Weitere Bilder                          | Mietshaus in Ecklage und geschlossener Bebauung | Leipziger Straße 210 (Karte) | 1900 (Mietshaus) | repräsentativer Bau von 1900 mit Klinker-Werkstein-Fassade und Jugendstilelementen, dominierende, geputzte Giebeln mit üppigem Dekor, Akzente durch gestalterische Hervorhebung der abgerundeten Ecke, baugeschichtlich und stadtentwicklungsgeschichtlich bedeutend, straßenbildprägend | 09217488 |
| Weitere Bilder                          | Doppelhaus in geschlossener Bebauung | Leipziger Straße 212; 214 (Karte) | 1930 (Doppelwohnhaus) | sachlicher Bau von 1930, einfache Putzfassaden gestaltet und strukturiert durch Klinkerflächen, in straßenbildprägender Lage, ortsentwicklungsgeschichtliche und bauhistorische Bedeutung | 09217489 |
| Weitere Bilder                          | Mietshaus in geschlossener Bebauung | Leipziger Straße 216 (Karte) | um 1900 (Mietshaus) | historisierender Klinker-Werkstein-Bau der Jahrhundertwende, mit Läden, Mansarddach, baugeschichtlich und stadtentwicklungsgeschichtlich bedeutend | 09217490 |
| Weitere Bilder                          | Café Germania; Elisabeth-Apotheke | Leipziger Straße 218 (Karte) | ab 1899 (Wohn- und Geschäftshaus)                                                                                                | Wohn- und Geschäftshaus in Ecklage und geschlossener Bebauung; repräsentative, qualitätvolle Klinker-Werkstein-Fassade, aufwendiger Jugendstildekor, baugeschichtlich und stadtentwicklungsgeschichtlich bedeutend | 09217491 |
| Weitere Bilder                          | Ehem. Gasthaus „Zum Goldenen Lamm“ | Leipziger Straße 220 (Karte) | 1881 (Gasthaus) | Ehemaliges Gasthaus, heute Gemeindehaus; seit 2005 Gemeindezentrum der Freien evangelischen Gemeinde Dresden, von 1962 bis in die 1990er Jahre als Puppentheater genutzt, Gründerzeitbau mit historisierender Putzfassade, gegliedert von Natursteinelementen, baugeschichtlich und stadtentwicklungsgeschichtlich bedeutend | 09217492 |
| Weitere Bilder                          | Mietshaus in geschlossener Bebauung | Leipziger Straße 222 (Karte) | um 1912 (Mietshaus) | zeittypische Putzfassade um 1910, baugeschichtlich und stadtentwicklungsgeschichtlich bedeutend, auskragender zweigeschossiger Erker prägt Straßenansicht | 09217493 |
| Weitere Bilder                          | Mietshaus in geschlossener Bebauung | Leipziger Straße 224 (Karte) | um 1912 (Mietshaus) | zeittypischer Putz-Werksteinbau mit Reformstil- und Jugendstilelementen, geprägt durch markanten Giebel, größtenteils Steinsichtigkeit und zweigeschossigen Erker, baugeschichtlich und stadtentwicklungsgeschichtlich bedeutend | 09217494 |
| Weitere Bilder                          | Mietshaus in geschlossener Bebauung | Leipziger Straße 226 (Karte) | um 1900 (Mietshaus) | mit Laden, historisierender Klinker-Werkstein-Bau, baugeschichtlich und stadtentwicklungsgeschichtlich bedeutend | 09217495 |
| Weitere Bilder                          | Mietshaus in geschlossener Bebauung | Leipziger Straße 228 (Karte) | um 1900 (Mietshaus) | historisierender Klinker-Werkstein-Putz-Bau, mit Laden, Ansicht geprägt durch zweigeschossigen Erker, baugeschichtlich und stadtentwicklungsgeschichtlich bedeutend | 09217496 |
| Weitere Bilder                          | Mietshaus in geschlossener Bebauung | Leipziger Straße 230 (Karte) | um 1900 (Mietshaus) | historisierender Klinker-Werkstein-Bau mit Jugendstilelementen, geprägt durch zweigeschossigen Erker und Giebel, baugeschichtlich und stadtentwicklungsgeschichtlich bedeutend | 09210393 |
| Weitere Bilder                          | Mietshaus in ehemals geschlossener Bebauung | Leipziger Straße 232 (Karte) | nach 1900 (Mietshaus) | historisierender Klinker-Werkstein-Bau mit Jugendstilelementen, mit Ladenzone, baugeschichtlich und stadtentwicklungsgeschichtlich bedeutend | 09217497 |
|                                         | Wohnhaus | Leipziger Straße 241 (Karte) | um 1880 (Wohnhaus) | landhausartiger, eingeschossiger Putzbau der Spätgründerzeit mit Natursteingliederung und ausgebautem Satteldach, baugeschichtlich und stadtentwicklungsgeschichtlich bedeutend | 09210163 |
|                                         | Mietvilla mit Remise (Garage) und Einfriedung | Leipziger Straße 245 (Karte) | Anfang 20. Jh. (Mietvilla) | repräsentativer, historisierender Putzbau mit dominierendem, geschweiften Giebel, Natursteingliederung, baugeschichtlich und stadtentwicklungsgeschichtlich bedeutend, straßenbildprägend | 09217498 |
| Weitere Bilder                          | Drei Mehrfamilienhäuser | Leipziger Straße 286; 288; 290 (Karte) | um 1930 (Mehrfamilienwohnhaus)                                                                                                   | charakteristisches Beispiel des Wohnungsbaus der 1920er und 1930er Jahre, weitgehend original erhalten, Betonung der Ecken durch turmartige Aufbauten, Fassade mittels genuteter Lisenen, Putzspiegel und Klappläden belebt, baugeschichtlich und sozialgeschichtlich bedeutend | 09218226 |
| Weitere Bilder                          | Großsiedlung Trachau: Wohnhaus (Einzeldenkmal zu ID-Nr. 09217340) | Lichtenbergweg 1 (Karte) | 1934–1936 (Mehrfamilienwohnhaus)                                                                                                 | Einzeldenkmal o. g. Sachgesamtheit: Wohnhaus traditionell gestaltet, Siedlung baugeschichtlich, städtebaulich und in Teilen künstlerisch bedeutend sowie singulär. | 09217499 |
| Weitere Bilder                          | Großsiedlung Trachau: Wohnhaus (Einzeldenkmal zu ID-Nr. 09217340) | Lichtenbergweg 3 (Karte) | 1934–1936 (Mehrfamilienwohnhaus)                                                                                                 | Einzeldenkmal o. g. Sachgesamtheit: Wohnhaus traditionell gestaltet, Siedlung baugeschichtlich, städtebaulich und in Teilen künstlerisch bedeutend sowie singulär. | 09210165 |
| Weitere Bilder                          | Großsiedlung Trachau: Doppelhaus (Einzeldenkmal zu ID-Nr. 09217340) | Lichtenbergweg 5; 7 (Karte) | 1934–1936 (Doppelwohnhaus) | Einzeldenkmal o. g. Sachgesamtheit: Doppelwohnhaus traditionell gestaltet, Siedlung baugeschichtlich, städtebaulich und in Teilen künstlerisch bedeutend sowie singulär. | 09210166 |
| Weitere Bilder                          | Großsiedlung Trachau: Häuserzeile (Einzeldenkmal zu ID-Nr. 09217340) | Lichtenbergweg 9; 9b; 9c (Karte) | 1934–1936 (Mehrfamilienwohnhaus)                                                                                                 | Einzeldenkmal o. g. Sachgesamtheit: Häuserzeile traditionell gestaltet, Siedlung baugeschichtlich, städtebaulich und in Teilen künstlerisch bedeutend sowie singulär. | 09210167 |
|                                         | Großsiedlung Trachau: Häuserzeile, leicht gekrümmt und über L-förmigem Grundriss (Einzeldenkmal zu ID-Nr. 09217340) | Lichtenbergweg 11 (Karte) | 1929–1931 (Mehrfamilienwohnhaus)                                                                                                 | Einzeldenkmal o. g. Sachgesamtheit: Häuserzeile (Kopernikusstraße 27/27b/27c/29/31/33/35/37/39 und Lichtenbergweg 11), leicht gekrümmt und über L-förmigem Grundriss; der Paradigmenwechsel in Architektur und Städtebau nach 1933 ist an dieser Häuserzeile ablesbar, Siedlung baugeschichtlich, städtebaulich und in Teilen künstlerisch bedeutend sowie singulär. | 09217460 |
| Weitere Bilder                          | Mietshaus in geschlossener Bebauung | Micktner Straße 22 (Karte) | um 1900 (Mietshaus) | historisierender Bau der Jahrhundertwende mit Klinker-Werkstein-Fassade, Teil eines einheitlichen Straßenzuges mit typischer Blockrandbebauung, baugeschichtlich und stadtentwicklungsgeschichtlich bedeutend | 09217500 |
| Weitere Bilder                          | Mietshaus in geschlossener Bebauung | Micktner Straße 24 (Karte) | um 1900 (Mietshaus) | historisierender Bau der Jahrhundertwende mit Klinker-Werkstein-Fassade, Teil eines einheitlichen Straßenzuges mit typischer Blockrandbebauung, baugeschichtlich und stadtentwicklungsgeschichtlich bedeutend | 09217501 |
| Weitere Bilder                          | Mietshaus in geschlossener Bebauung | Micktner Straße 26 (Karte) | um 1900 (Mietshaus) | historisierender Bau der Jahrhundertwende mit Klinker-Werkstein-Fassade, Teil eines einheitlichen Straßenzuges mit typischer Blockrandbebauung, baugeschichtlich und stadtentwicklungsgeschichtlich bedeutend | 09217502 |
| Weitere Bilder                          | Sachgesamtheit Heidefriedhof | Moritzburger Landstraße 299 (Karte) | 1934–1937 (Friedhof) | Sachgesamtheit des Friedhofs in seiner gewachsenen funktionellen und gestalterischen Einheit mit zwei Torhäusern und Feierhalle, Ehrenhain für die Opfer faschistischer Gewaltherrschaft bzw. Verfolgte des Nationalsozialismus und die Bombenopfer der Stadt Dresden vom 13. und 14. Februar 1945 einschließlich Rondell, Sandsteinstelen und konkav geschwungener Mauer als Abschluss, Gedenkstätte für in Dresden verstorbene sowjetische Kriegsgefangene östlich von Grabfeld E8, Urnengemeinschaftsanlage mit Denkmal »Werden und Vergehen«, Altem Ehrenhain-U22 (VVN-Anlage) mit verbliebener Stele (Obelisk), mittlerer Wiesenfläche, historischer Wegefassung, zweistufigen Treppen und einheitlich gestalteten Grabsteinen aus Sandstein sowie denkmalwerten Grabstätten (Einzeldenkmale ID-Nr. 09303012), gliederndem Wege- und Schneisensystem, struktur- und raumbildender Bepflanzung sowie nordöstlicher Einfriedungsmauer einschl. Ziergittertoren (Gartendenkmal); Anlage künstlerisch, ortsgeschichtlich, personengeschichtlich und sepulkralgeschichtlich sowie landschaftsgestalterisch bedeutend. | 09217483 |
| Weitere Bilder                          | Heidefriedhof: Feierhalle, zwei Torhäuser, Ehrenhain für die Opfer faschistischer Gewaltherrschaft, Verfolgte des Nationalsozialismus und die Bombenopfer der Stadt Dresden vom 13. und 14. Februar 1945 (Einzeldenkmale zu ID-Nr. 09217483) | Moritzburger Landstraße 299 (Karte) | 1949–1955 (Friedhofstorhaus), bezeichnet 1948–50 (Feierhalle), 1949–1955 (Ehrenhain), um 1955 (Alter Ehrenhain), 1975 (Bildwerk) | Einzeldenkmale der Sachgesamtheit Heidefriedhof: Feierhalle, zwei Torhäuser, Ehrenhain für die Opfer faschistischer Gewaltherrschaft, Verfolgte des Nationalsozialismus und die Bombenopfer der Stadt Dresden vom 13. und 14. Februar 1945 einschließlich Rondell, Sandsteinstelen und konkav geschwungener Mauer als Abschluss, Gedenkstätte für in Dresden verstorbene sowjetische Kriegsgefangene östlich von Grabfeld E8, Urnengemeinschaftsanlage mit Denkmal »Werden und Vergehen«, Alter Ehrenhain – U22 (VVN-Anlage) mit verbliebener Stele (Obelisk), mittlerer Wiesenfläche, historischer Wegefassung, zweistufigen Treppen und einheitlich gestalteten Grabsteinen aus Sandstein sowie denkmalwerte Grabstätten; Anlage künstlerisch, ortsgeschichtlich, personengeschichtlich und sepulkralgeschichtlich sowie landschaftsgestalterisch bedeutend. | 09303012 |
|                                         | Mietvilla | Platanenstraße 1 (Karte) | um 1895 (Mietvilla) | historisierender, weitgehend authentisch erhaltener Bau der Jahrhundertwende, Putzfassaden mit Werksteingliederung, Ecklage durch turmartige Überhöhung betont, baugeschichtlich und stadtentwicklungsgeschichtlich bedeutend | 09217504 |
|                                         | Mietvilla | Platanenstraße 3 (Karte) | um 1895 (Mietvilla) | historisierender, weitgehend authentisch erhaltener Bau der Jahrhundertwende, Putzfassaden mit Werksteingliederung, baugeschichtlich und stadtentwicklungsgeschichtlich bedeutend | 09217505 |
|                                         | Mietvilla mit Einfriedung | Platanenstraße 5 (Karte) | Anfang 20. Jh. (Mietvilla) | repräsentative zeittypische Putzfassade belebt durch verglaste Holzloggien, Mittelrisalit und Jugendstilanklänge, baugeschichtlich und stadtentwicklungsgeschichtlich bedeutend | 09217506 |
|                                         | Mietvilla mit Einfriedung in Ecklage | Platanenstraße 6 (Karte) | Anfang 20. Jh. (Mietvilla) | weitgehend authentisch erhaltener Bau von 1902, schlichte Putzfassade, üppige Pflanzenornamentik im Jugendstil in der Kehle des Hauptgesimses, Lage betont durch Eckturm, baugeschichtlich und stadtentwicklungsgeschichtlich bedeutend | 09217507 |
|                                         | Mietvilla mit Einfriedung | Platanenstraße 7 (Karte) | um 1910 (Mietvilla) | Paradebeispiel der Reformarchitektur um 1910, gekennzeichnet durch versachlichten Baukörper, hohes Dach, dominierenden Giebel und wenig, aber akzentuierendem Dekor, baugeschichtlich und stadtentwicklungsgeschichtlich bedeutend | 09217509 |
|                                         | Mietvilla mit Einfriedung | Platanenstraße 8 (Karte) | Anfang 20. Jh. (Mietvilla) | malerischer, zeittypischer Mietvillenbau mit Holzbalkonen, verbrettertem Giebel und Zierfachwerk, Jugendstilanklänge, baugeschichtlich und stadtentwicklungsgeschichtlich bedeutend | 09217510 |
|                                         | Mietvilla in Ecklage | Platanenstraße 9 (Karte) | Anfang 20. Jh. (Mietvilla) | schlichte Putzfassade, Ecklage turmartig betont, belebt durch Holzbalkone und Zierfachwerk, baugeschichtlich und stadtentwicklungsgeschichtlich bedeutend | 09217508 |
|                                         | Mietvilla mit Einfriedung | Platanenstraße 13 (Karte) | 1897 (Mietvilla) | dominiert von übergiebeltem Mittelrisalit mit zweistöckigem Altan, als typischer Vertreter eines historisierenden Dresdner Wohngebäudes des ausgehenden 19. Jahrhunderts, das mit seinem geschweiften Knickgiebel vor allem in Anlehnung an die Deutsche Renaissance entworfen wurde, baugeschichtlich bedeutend, im Zusammenhang mit dem so genannten Wilder-Mann-Viertel auch ortsgeschichtlich und stadtentwicklungsgeschichtlich von Belang. | 09217511 |
|                                         | Mietvilla mit Einfriedung | Platanenstraße 14 (Karte) | Anfang 20. Jh. (Mietvilla) | zeittypischer Mietvillenbau Anfang 20. Jh. mit Putzfassade, belebt durch geschweiften Giebel und Holzbalkone, baugeschichtlich und stadtentwicklungsgeschichtlich bedeutend | 09217512 |
|                                         | Mietvilla mit Einfriedung | Platanenstraße 15 (Karte) | Ende 19. Jh. (Mietvilla) | dominiert von übergiebeltem Mittelrisalit mit zweistöckigem Altan, als typischer Vertreter eines historisierenden Dresdner Wohngebäudes des ausgehenden 19. Jahrhunderts, das mit seinem hohen Giebel vor allem in Anlehnung an die Deutsche Renaissance entworfen wurde, baugeschichtlich bedeutend. Im Zusammenhang mit dem so genannten Wilder-Mann-Viertel auch ortsgeschichtlich und stadtentwicklungsgeschichtlich von Belang. | 09217514 |
|                                         | Mietvilla und Einfriedung in Ecklage | Platanenstraße 16 (Karte) | Anfang 20. Jh. (Mietvilla) | zeittypische Fassade Anfang des 20. Jh., durch Strukturputz und Holzbalkone belebt, Lage durch verbrochene Ecke und Turmaufbau betont, baugeschichtlich und stadtentwicklungsgeschichtlich bedeutend | 09217513 |
| Weitere Bilder                          | Gartenheimsiedlung Trachau II: Häuserzeile und Laden in Ecklage, angelegt über L-förmigem Grundriss (Einzeldenkmal zu ID-Nr 09217350) | Platanenstraße 17; 17b (Karte) | 1928 (Mehrfamilienwohnhaus) | Einzeldenkmal o. g. Sachgesamtheit: Häuserzeile und Laden in Ecklage (Platanenstraße 17/17b und Stephanstraße 60), angelegt über L-förmigem Grundriss; Teil einer traditionellen Siedlungsanlage der 1920er Jahre, baugeschichtlich, stadtentwicklungsgeschichtlich und in Teilen künstlerisch bedeutend. | 09217516 |
| Weitere Bilder                          | Gartenheimsiedlung Trachau II: Wohnhaus (Einzeldenkmal zu ID-Nr 09217350) | Platanenstraße 19 (Karte) | 1928 (Mehrfamilienwohnhaus) | Einzeldenkmal o. g. Sachgesamtheit: Wohnhaus; Teil einer traditionellen Siedlungsanlage der 1920er Jahre, baugeschichtlich, stadtentwicklungsgeschichtlich und in Teilen künstlerisch bedeutend. | 09210243 |
|                                         | Kriegerfamilienheim: Wohnhaus (Einzeldenkmal zu ID-Nr. 09217353) | Platanenstraße 20 (Karte) | 1926–1928 (Mehrfamilienwohnhaus)                                                                                                 | Einzeldenkmal o. g. Sachgesamtheit: Wohnhaus; Teil einer markanten Siedlungsanlage der 1920er Jahre, baugeschichtlich, stadtentwicklungsgeschichtlich und in Teilen künstlerisch bedeutend. | 09210185 |
| Weitere Bilder                          | Gartenheimsiedlung Trachau II: Doppelhaus (Einzeldenkmal zu ID-Nr 09217350) | Platanenstraße 21; 23 (Karte) | 1928 (Doppelwohnhaus) | Einzeldenkmal o. g. Sachgesamtheit: Doppelhaus; Teil einer traditionellen Siedlungsanlage der 1920er Jahre, baugeschichtlich, stadtentwicklungsgeschichtlich und in Teilen künstlerisch bedeutend. | 09210173 |
|                                         | Mietvilla | Platanenstraße 22 (Karte) | um 1912 (Mietvilla) | Mietvillenbau im Stil der Reformarchitektur um 1910, Putzfassade mit reduziertem Dekor, baugeschichtlich und stadtentwicklungsgeschichtlich von Bedeutung | 09217517 |
| Weitere Bilder                          | Gartenheimsiedlung Trachau II: Doppelhaus (Einzeldenkmal zu ID-Nr 09217350) | Platanenstraße 25; 27 (Karte) | 1928 (Doppelwohnhaus) | Einzeldenkmal o. g. Sachgesamtheit: Doppelhaus; Teil einer traditionellen Siedlungsanlage der 1920er Jahre, baugeschichtlich, stadtentwicklungsgeschichtlich und in Teilen künstlerisch bedeutend. | 09210174 |
|                                         | Mietvilla mit Nebengebäude/Hinterhaus und Einfriedung in Ecklage | Platanenstraße 28 (Karte) | Ende 19. Jh. (Mietvilla) | markanter späthistoristischer Wohnbau mit Turm, Klinkerfassade belebt von Fachwerk und Holzzierrat, vor allem baugeschichtlich von Bedeutung | 09217518 |
| Weitere Bilder                          | Gartenheimsiedlung Trachau II: Doppelhaus (Einzeldenkmal zu ID-Nr 09217350) | Platanenstraße 29; 31 (Karte) | 1928 (Doppelwohnhaus) | Einzeldenkmal o. g. Sachgesamtheit: Doppelhaus; Teil einer traditionellen Siedlungsanlage der 1920er Jahre, baugeschichtlich, stadtentwicklungsgeschichtlich und in Teilen künstlerisch bedeutend. | 09210175 |
| Weitere Bilder                          | Gartenheimsiedlung Trachau II: Wohnhaus (Einzeldenkmal zu ID-Nr 09217350) | Platanenstraße 33 (Karte) | 1928 (Mehrfamilienwohnhaus) | Einzeldenkmal o. g. Sachgesamtheit: Wohnhaus; Teil einer traditionellen Siedlungsanlage der 1920er Jahre, baugeschichtlich, stadtentwicklungsgeschichtlich und in Teilen künstlerisch bedeutend. | 09210182 |
|                                         | Doppelwohnhaus in Ecklage und offener Bebauung | Platanenstraße 33b (Karte) | um 1928 (Doppelwohnhaus) | Doppelwohnhaus (Böttgerstraße 51 und Platanenstraße 33b) in Ecklage und offener Bebauung; mit Laden im Erdgeschoss, typisches expressionistisch gestaltetes Gebäude um 1925, baugeschichtlich und stadtentwicklungsgeschichtlich von Bedeutung. | 09217351 |
| Weitere Bilder                          | Gartenheimsiedlung Trachau: Häuserzeile (Einzeldenkmal zu ID-Nr. 09217338) | Platanenstraße 35; 37; 39 (Karte) | 1926–1927 (Mehrfamilienwohnhaus)                                                                                                 | Einzeldenkmal o. g. Sachgesamtheit: Häuserzeile; Teil einer der qualitätvollsten Anlagen traditionellen Siedlungsbaus aus den 1920er Jahren in Dresden, baugeschichtlich, stadtentwicklungsgeschichtlich und in Teilen künstlerisch bedeutend. | 09210183 |
| Direkt Bild zu diesem Denkmal hochladen | Villa mit Nebengebäuden und Toranlage | Rahnstraße 26 (Karte) | bezeichnet 1893 (Villa) | Villa mit Nebengebäuden und Toranlage, genannt „Berghof“; geschlossene, romanisierende Anlage um kleinen Innenhof, in Anlehnung an mittelalterliche Baukunst, baugeschichtlich und künstlerisch bedeutend. | 09217565 |
|                                         | Mietvilla mit Einfriedung | Reichenberger Straße 2 (Karte) | 1911, nach Adressbuch (Mietvilla)                                                                                                | Mietvillenbau im Stil der Reformarchitektur um 1910, Putzfassade mit reduziertem Dekor, hohes Mansarddach, Giebel mit Zierfachwerk, baugeschichtlich und stadtentwicklungsgeschichtlich von Bedeutung | 09217520 |
|                                         | Mietvilla mit Einfriedung | Reichenberger Straße 3 (Karte) | 1912, nach Adressbuch (Mietvilla)                                                                                                | schlichter Putzbau im Stil der Reformarchitektur um 1910, baugeschichtlich und stadtentwicklungsgeschichtlich von Bedeutung | 09217521 |
|                                         | Mietvilla mit Einfriedung | Reichenberger Straße 4 (Karte) | um 1900 (Mietvilla) | typischer Vertreter des historisierenden Mietvillenbaus der Jahrhundertwende, Putzfassade dominiert von Seitenrisaliten mit hohen Giebeln, baugeschichtlich bedeutend und stadtentwicklungsgeschichtlich von Belang | 09217522 |
|                                         | Mietvilla mit Einfriedung in Ecklage | Reichenberger Straße 5 (Karte) | um 1900 (Mietvilla) | schlichter, historisierender Putzbau um 1900 mit turmartiger Betonung der verbrochenen Ecke, baugeschichtlich bedeutend und stadtentwicklungsgeschichtlich von Belang | 09217523 |
|                                         | Mietvilla mit Einfriedung | Reichenberger Straße 7 (Karte) | 1904, nach Adressbuch (Mietvilla)                                                                                                | qualitätvoller Bau mit Putzfassade und dominiert von Giebeln mit Zierfachwerk, zeittypisch vom Anfang des 20. Jh. mit Heimatstil- und Jugendstilelementen, baugeschichtlich bedeutend und stadtentwicklungsgeschichtlich von Belang | 09217524 |
|                                         | Mietvilla mit Einfriedung | Reichenberger Straße 9 (Karte) | 1905, nach Adressbuch (Mietvilla)                                                                                                | qualitätvoller Putzbau vom Anfang des 20. Jh. mit Anklängen an Reform- und Jugendstil, belebt durch verglaste Holzloggien, Zierfachwerk und Turmaufbau, baugeschichtlich bedeutend und stadtentwicklungsgeschichtlich von Belang | 09217526 |
|                                         | Mietvilla mit Einfriedung | Reichenberger Straße 10 (Karte) | 1905, nach Adressbuch (Mietvilla)                                                                                                | malerischer Putzbau, zeittypisch mit Jugendstilgestaltung, Ansicht dominiert von Zierfachwerkgiebel und schönen verglaste Holzloggien, baugeschichtlich bedeutend und stadtentwicklungsgeschichtlich von Belang | 09217527 |
|                                         | Mietvilla mit Einfriedung | Reichenberger Straße 11 (Karte) | 1910, nach Adressbuch (Mietvilla)                                                                                                | Paradebeispiel der Reformarchitektur um 1910, gekennzeichnet durch versachlichten Baukörper, hohes Dach, dominierenden Giebel und wenig, aber akzentuierendem Dekor, baugeschichtlich und stadtentwicklungsgeschichtlich bedeutend | 09217528 |
|                                         | Mietvilla mit Einfriedung | Reichenberger Straße 12 (Karte) | 1907, nach Adressbuch (Mietvilla)                                                                                                | qualitätvoller Putzbau von 1907 mit Reform- und Jugendstilelementen, belebt durch Zierfachwerk und Giebel, baugeschichtlich bedeutend und stadtentwicklungsgeschichtlich von Belang | 09217529 |
|                                         | Mietvilla mit Einfriedung in Ecklage | Reichenberger Straße 13 (Karte) | 1910, nach Adressbuch (Mietvilla)                                                                                                | qualitätvoller Putzbau vom Anfang des 20. Jh. mit Anklängen an den Reformstil, reduzierter, geometrischer Dekor, baugeschichtlich bedeutend und stadtentwicklungsgeschichtlich von Belang | 09217530 |
|                                         | Mietvilla mit Einfriedung | Reichenberger Straße 14 (Karte) | bezeichnet 1907 (Mietvilla) | Putzfassade belebt durch Zierfachwerk und Stuckdekor, Jugendstilanklänge, zeittypischer Mietvillenbau von 1907, baugeschichtlich bedeutend und stadtentwicklungsgeschichtlich von Belang | 09217531 |
|                                         | Großsiedlung Trachau: Doppelhaus in Ecklage und über L-förmigem Grundriss (Einzeldenkmal zu ID-Nr. 09217340) | Richard-Rösch-Straße 1 (Karte) | 1929–1931 (Doppelwohnhaus) | Einzeldenkmal o. g. Sachgesamtheit: Doppelhaus (Industriestraße 68 und Richard-Rösch-Straße 1) in Ecklage und über L-förmigem Grundriss; Doppelwohnhaus von Richter und Waloschek modern gestaltet, Siedlung baugeschichtlich, städtebaulich und in Teilen künstlerisch bedeutend sowie singulär. | 09210384 |
| Weitere Bilder                          | Großsiedlung Trachau: Häuserzeile an mehreren Straßen entlang führend (Einzeldenkmal zu ID-Nr. 09217340) | Richard-Rösch-Straße 2; 4; 6; 8; 10; 12; 14; 16; 18; 20; 22; 24; 26; 28; 30; 32; 34; 36; 38; 40 (Karte) | 1929–1931 (Mehrfamilienwohnhaus)                                                                                                 | Einzeldenkmal o. g. Sachgesamtheit: Häuserzeile (Carl-Zeiss-Straße 26/28/30/32/34/36/38/40/42/44/46/48, Dopplerstraße 3/5, Fraunhoferstraße 1/3/5/7/9/11/13/15/17/19/21/23/25/27/29/31/33, Industriestraße 54/56/58/60/62/64/66, Kopernikusstraße 66/68/70/72/74 und Richard-Rösch-Straße 2/4/6/8/10/12/14/16/18/20/22/24/26/28/30/32/34/36/38/40) an mehreren Straßen entlang führend; Häuserzeile von Waloschek und Richter modern gestaltet und in ihrer Ausdehnung singulär, Siedlung baugeschichtlich, städtebaulich und in Teilen künstlerisch bedeutend. | 09210110 |
| Weitere Bilder                          | Großsiedlung Trachau: Wohnhaus in offener Bebauung und Ecklage (Einzeldenkmal zu ID-Nr. 09217340) | Richard-Rösch-Straße 17 (Karte) | 1937–1938 (Mehrfamilienwohnhaus)                                                                                                 | Einzeldenkmal o. g. Sachgesamtheit: Wohnhaus in offener Bebauung und Ecklage; Wohnhaus traditionell gestaltet, Siedlung baugeschichtlich, städtebaulich und in Teilen künstlerisch bedeutend sowie singulär. | 09306526 |
| Weitere Bilder                          | Großsiedlung Trachau: Häuserzeile über L-förmigem Grundriss (Einzeldenkmal zu ID-Nr. 09217340) | Richard-Rösch-Straße 19; 21; 23; 25; 27; 29; 31; 33 (Karte) | 1929–1931 (Mehrfamilienwohnhaus)                                                                                                 | Einzeldenkmal o. g. Sachgesamtheit: Häuserzeile (Kleestraße 2/4/6 und Richard-Rösch-Straße 19/21/23/25/27/29/31/33) über L-förmigem Grundriss; Häuserzeile modern gestaltet, Siedlung baugeschichtlich, städtebaulich und in Teilen künstlerisch bedeutend sowie singulär. | 09217455 |
| Weitere Bilder                          | Wohnhaus in offener Bebauung | Rietzstraße 14 (Karte) | um 1830 (Wohnhaus) | war einst Herrenhaus einer Ziegelei, dann zum Landhaus umgebaut, schlichte Putzfassade belebt durch Holzklappläden und Spaliere, Satteldach nicht bauzeitlich, baugeschichtlich und ortsgeschichtlich von Bedeutung | 09217533 |
| Weitere Bilder                          | Mietshaus in halboffener Bebauung | Rietzstraße 32 (Karte) | um 1900 (Mietshaus) | historisierender Bau um 1900 mit Klinker-Werkstein-Fassade und Mansarddach, baugeschichtlich und stadtentwicklungsgeschichtlich bedeutend | 09217534 |
| Weitere Bilder                          | Mietshaus in Ecklage und geschlossener Bebauung | Rietzstraße 32b (Karte) | 1926–1927 (Mietshaus) | städtebaulich markanter Bau über 1/4-Kreis errichtet, vier Mittelachsen mit Pilastergliederung, neoklassizistische Gestaltung, baugeschichtlich und stadtentwicklungsgeschichtlich bedeutend. | 09217535 |
|                                         | Mietshaus in Ecklage und geschlossener Bebauung | Rietzstraße 34 (Karte) | um 1900 (Mietshaus) | historisierender Bau der Jahrhundertwende mit Klinker-Werkstein-Fassade, Teil eines einheitlichen Straßenzuges mit typischer Blockrandbebauung, baugeschichtlich und stadtentwicklungsgeschichtlich bedeutend | 09217536 |
|                                         | Fabrikantenvilla mit Einfriedung und Werksgebäude | Rietzstraße 34a; 34b; 34c (Karte) | um 1890 (Fabrikantenvilla), um 1890 (Tabakfabrik)                                                                                | Fabrikantenvilla (Leipziger Straße 151) mit Einfriedung und Werksgebäude (Rietzstraße 34a-c); Industrieareal aus der Zeit um 1900 des Trachauer Zigarrenfabrikants Friedrich Otto Jedicke, Werksgebäude heute zum Mehrfamilienhaus umgebaut, siehe auch Leipziger Straße 153/155 (ID-Nr. 09217476, im Zusammenhang mit Werksgelände errichtet), ortsgeschichtlich und zum Teil bauhistorisch bedeutend | 09217475 |
|                                         | Mietshaus in geschlossener Bebauung und Ecklage | Roßmäßlerstraße 9 (Karte) | 1899 (Mietshaus) | weitgehend authentisch erhaltener Bau um 1900, historisierende Klinker-Werkstein-Fassade, dominierende Wirkung der verbrochenen Ecke durch turmartigen Aufbau und dreigeschossigen Erker gesteigert, Teil eines weitgehend geschlossen erhaltenen spätgründerzeitlichen Quartiers mit typischer Blockrandbebauung, in straßenbildprägender Lage, baugeschichtlich und stadtentwicklungsgeschichtlich bedeutend | 09217538 |
| Weitere Bilder                          | Mietshaus in geschlossener Bebauung | Roßmäßlerstraße 10 (Karte) | um 1912 (Mietshaus) | schlichte zeittypische Putzfassade um 1910 mit reduziertem Dekor, zweistöckigem Erker und Mansarddach, baugeschichtlich und stadtentwicklungsgeschichtlich bedeutend | 09217543 |
|                                         | Mietshaus in geschlossener Bebauung | Roßmäßlerstraße 11 (Karte) | um 1903 (Mietshaus) | weitgehend authentisch erhaltener Bau um 1900, historisierende Klinker-Werkstein-Fassade, Teil eines weitgehend geschlossen erhaltenen spätgründerzeitlichen Quartiers mit typischer Blockrandbebauung, baugeschichtlich und stadtentwicklungsgeschichtlich bedeutend | 09217544 |
|                                         | Mietshaus in geschlossener Bebauung | Roßmäßlerstraße 12 (Karte) | um 1912 (Mietshaus) | zeittypische Putzfassade um 1910 mit reduziertem Dekor, Ansicht dominierte von Giebel mit Oculus, baugeschichtlich und stadtentwicklungsgeschichtlich bedeutend | 09217545 |
|                                         | Mietshaus in geschlossener Bebauung | Roßmäßlerstraße 13 (Karte) | um 1903 (Mietshaus) | weitgehend authentisch erhaltener Bau um 1900, historisierende Klinker-Werkstein-Fassade, Teil eines weitgehend geschlossen erhaltenen spätgründerzeitlichen Quartiers mit typischer Blockrandbebauung, baugeschichtlich und stadtentwicklungsgeschichtlich bedeutend | 09217546 |
|                                         | Mietshaus in geschlossener Bebauung | Roßmäßlerstraße 14 (Karte) | um 1905 (Mietshaus) | Klinker-Werkstein-Bau vom Anfang des 20. Jh., baugeschichtlich und stadtentwicklungsgeschichtlich von Belang | 09217547 |
|                                         | Mietshaus in geschlossener Bebauung | Roßmäßlerstraße 16 (Karte) | um 1903 (Mietshaus) | schlichter Klinker-Werkstein-Bau vom Anfang des 20. Jh., baugeschichtlich und stadtentwicklungsgeschichtlich bedeutend | 09217549 |
| Weitere Bilder                          | Mietshaus in Ecklage und halboffener Bebauung | Roßmäßlerstraße 18 (Karte) | 1902 (Mietshaus) | eines der aufwendigsten Mietshäuser in Trachau, Akzentsetzung durch hohen Eckturm, Schweifgiebel, Balkone usw., historisierender Bau mit Jugendstilanklängen, baugeschichtlich, künstlerisch und stadtentwicklungsgeschichtlich bedeutend | 09217550 |
| Direkt Bild zu diesem Denkmal hochladen | Wohnhaus in offener Bebauung | Schützenhofstraße 3 (Karte) | um 1930 (Wohnhaus) | schlichter, zeittypischer Putzbau um 1930, farblich abgesetzte Relieffelder mit Kinderdarstellungen, baugeschichtlich und stadtentwicklungsgeschichtlich bedeutend | 09217551 |
| Direkt Bild zu diesem Denkmal hochladen | Villa | Schützenhofstraße 5 (Karte) | um 1900 (Villa) | historisierender, giebelständiger Villenbau der Jahrhundertwende mit schlichter Putzfassade, Natursteingliederung und Erker, baugeschichtlich und stadtentwicklungsgeschichtlich bedeutend | 09217552 |
| Direkt Bild zu diesem Denkmal hochladen | Villa | Schützenhofstraße 7 (Karte) | Ende 19. Jh. (Villa) | zeittypischer, historisierender Villenbau vom Ende des 19. Jh., Putzfassade mit Natursteingliederung, dominiert von Mittelrisalit mit Giebel und Eckturm, baugeschichtlich und stadtentwicklungsgeschichtlich bedeutend | 09217553 |
|                                         | Villa und Stützmauer | Schützenhofstraße 10 (Karte) | um 1910 (Villa) | zeittypischer Putzbau im Reformstil um 1910 mit hohem Mansarddach, baugeschichtlich und stadtentwicklungsgeschichtlich bedeutend | 09217554 |
|                                         | Mietvilla mit Einfriedung in Ecklage | Schützenhofstraße 11 (Karte) | um 1905 (Mietvilla) | markanter Villenbau im Reformstil, dominiert von Giebeln mit Zierfachwerk, Putzfassade auch belebt durch Holzbalkone, baugeschichtlich und stadtentwicklungsgeschichtlich bedeutend | 09217556 |
|                                         | Kriegerfamilienheim: Wohnhaus (Einzeldenkmal zu ID-Nr. 09217353) | Schützenhofstraße 13 (Karte) | 1926–1928 (Mehrfamilienwohnhaus)                                                                                                 | Einzeldenkmal o. g. Sachgesamtheit: Wohnhaus; Teil einer markanten Siedlungsanlage der 1920er Jahre, baugeschichtlich, stadtentwicklungsgeschichtlich und in Teilen künstlerisch bedeutend. | 09217557 |
|                                         | Wohnhaus in offener Bebauung | Schützenhofstraße 14 (Karte) | um 1930 (Wohnhaus) | zeittypischer, schlichter Wohnbau um 1930 mit schmuckloser Putzfassade, baugeschichtlich und stadtentwicklungsgeschichtlich bedeutend | 09217558 |
|                                         | Kriegerfamilienheim: Wohnhaus (Einzeldenkmal zu ID-Nr. 09217353) | Schützenhofstraße 15 (Karte) | 1926–1928 (Mehrfamilienwohnhaus)                                                                                                 | Einzeldenkmal o. g. Sachgesamtheit: Wohnhaus; Teil einer markanten Siedlungsanlage der 1920er Jahre, baugeschichtlich, stadtentwicklungsgeschichtlich und in Teilen künstlerisch bedeutend. | 09210193 |
|                                         | Villa und Stützmauer | Schützenhofstraße 16 (Karte) | um 1900 (Villa) | malerischer, historisierender Villenbau, Sandsteinsockel, Putzfassade, dominiert von übergiebeltem Mittelrisalit mit zweistöckigem Altan und Schwebegiebel, baugeschichtlich und stadtentwicklungsgeschichtlich von Belang | 09217559 |
|                                         | Kriegerfamilienheim: Wohnhaus (Einzeldenkmal zu ID-Nr. 09217353) | Schützenhofstraße 17 (Karte) | 1926–1928 (Mehrfamilienwohnhaus)                                                                                                 | Einzeldenkmal o. g. Sachgesamtheit: Wohnhaus; Teil einer markanten Siedlungsanlage der 1920er Jahre, baugeschichtlich, stadtentwicklungsgeschichtlich und in Teilen künstlerisch bedeutend. | 09210194 |
|                                         | Villa und Stützmauer | Schützenhofstraße 18 (Karte) | um 1900 (Villa) | historisierender Villenbau der Jahrhundertwende, Sandsteinsockel, Putzfassade, dominiert von Mittelrisalit mit Schweifgiebel, baugeschichtlich und stadtentwicklungsgeschichtlich von Belang | 09217560 |
|                                         | Mietvilla | Schützenhofstraße 24 (Karte) | um 1908 (Mietvilla) | zeittypischer Villenbau um 1910 im Stil der Reformarchitektur mit schlichter Putzfassade, dominierendem Giebel und hohem Mansarddach, baugeschichtlich und stadtentwicklungsgeschichtlich von Belang | 09217561 |
|                                         | Doppelwohnhaus mit Einfriedung, in offener Bebauung | Schützenhofstraße 26; 26b (Karte) | um 1930 (Doppelwohnhaus) | typischer Wohnbau um 1930, Putzfassade strukturiert und akzentuiert durch Klinkerflächen, traditionelle Gestaltung mit Walmdächern und Klappläden, baugeschichtlich und stadtentwicklungsgeschichtlich von Bedeutung | 09217562 |
|                                         | Mietvilla mit Einfriedung in Ecklage | Schützenhofstraße 35 (Karte) | um 1910 (Mietvilla) | platzbildprägender Wohnbau im Stil der Reformarchitektur um 1910, mit dominierenden Giebeln und hohem Mansarddach, schlichte Putzfassade belebt durch diverse Erker und Holzklappläden, baugeschichtlich und stadtentwicklungsgeschichtlich bedeutend | 09217563 |
|                                         | Schützenhof (ehem.) | Schützenhofstraße 36 (Karte) | bis 1906 (Schützenhaus) | Vereinshaus; im Schweizerstil errichtet, zweigeschossiger Bau mit hervorgehobenem Mittelteil, Satteldach und Galerie an der Vorderseite, neben dem Armenhaus Grundstraße 137 und der Prellerstraße 36 eines der wenigen „stilreinen“ Schweizerhäuser in Dresden, baugeschichtlich bedeutend, zudem als ehemaliger, lokal bedeutsamer Schützenhof ortsgeschichtlich von Belang, jetzt Sächsische Landeszentrale für politische Bildung. | 09217564 |
| Weitere Bilder                          | Großsiedlung Trachau: Wohngebäude (Siedlergemeinschaft Sonnenlehne e. V.) | Schützenhofstraße 39; 41; 43; 45; 47; 49; 51; 53; 55; 57; 59; 61; 63; 65; 67; 69; 71; 73; 75; 77; 79; 81; 83; 85; 87; 89; 91; 93; 95; 97; 99; 101; 105; 107; 109; 111; 113; 115; 117; 119; 121; 123; 125; 127; 129; 131; 133; 135; 137; 139; 141; 143; 145; 147; 149; 151 (Karte) | 1929–1930 | Sachgesamtheitsteile der Großsiedlung Trachau: Doppelwohnhäuser (Siedlungshäuser der Siedlergemeinschaft Sonnenlehne e. V. des Allgemeinen Sächsischen Siedlerverbands – ASSV), errichtet 1929–1930 in der Schützenhofstraße. Architekt: Hans Waloschek. | 09217340 |
|                                         | Doppelwohnhaus in offener Bebauung | Schützenhofstraße 44b; 46 (Karte) | um 1930 (Doppelwohnhaus) | zeittypischer Wohnbau um 1930 mit Putzfassade, hohem Mansarddach und Ecktürmen, baugeschichtlich und stadtentwicklungsgeschichtlich von Belang | 09217567 |
| Direkt Bild zu diesem Denkmal hochladen | Villa | Schützenhofstraße 56 (Karte) | um 1890 (Villa) | historisierender Villenbau mit Sandsteinsockel und Klinker-Werkstein-Fassade, an den seitlichen Fassaden Reliefschmuck, baugeschichtlich und stadtentwicklungsgeschichtlich von Belang | 09217573 |
| Weitere Bilder                          | Villa | Schützenhofstraße 72 (Karte) | um 1900 (Villa) | historisierender Villenbau mit Putzfassade, dominiert von übergiebeltem Mittelrisalit mit Schwebegiebel, baugeschichtlich und stadtentwicklungsgeschichtlich von Belang | 09217575 |
|                                         | Wohnhaus in offener Bebauung | Schützenhofstraße 86 (Karte) | um 1930 (Wohnhaus) | zeittypischer Wohnbau um 1930, Putzfassade mit Dekor über Eingangsbereich, im Souterrain Klinker, traditionelle Gestaltung mit Walmdach und Klappläden, baugeschichtlich und stadtentwicklungsgeschichtlich von Bedeutung | 09217576 |
|                                         | Wohnhaus in offener Bebauung | Schützenhofstraße 96 (Karte) | um 1865 (Wohnhaus) | schlichter, zweistöckiger Putzbau um 1870 mit ausgebautem Satteldach, baugeschichtlich und stadtentwicklungsgeschichtlich von Bedeutung | 09217577 |
| Weitere Bilder                          | Großsiedlung Trachau: Häuserzeile über L-förmigem Grundriss (Einzeldenkmal zu ID-Nr. 09217340) | Steinheilstraße 2 (Karte) | 1937–1938 (Mehrfamilienwohnhaus)                                                                                                 | Einzeldenkmal o. g. Sachgesamtheit: Häuserzeile (Steinheilstraße 2 und Trobischstraße 25/27) über L-förmigem Grundriss; Häuserzeile traditionell gestaltet, Siedlung baugeschichtlich, städtebaulich und in Teilen künstlerisch bedeutend sowie singulär. | 09210215 |
| Weitere Bilder                          | Großsiedlung Trachau: Wohnhaus (Einzeldenkmal zu ID-Nr. 09217340) | Steinheilstraße 4 (Karte) | 1937–1938 (Mehrfamilienwohnhaus)                                                                                                 | Einzeldenkmal o. g. Sachgesamtheit: Wohnhaus traditionell gestaltet, Siedlung baugeschichtlich, städtebaulich und in Teilen künstlerisch bedeutend sowie singulär. | 09210216 |
| Weitere Bilder                          | Großsiedlung Trachau: Häuserzeile über L-förmigem Grundriss (Einzeldenkmal zu ID-Nr. 09217340) | Steinheilstraße 6 (Karte) | 1937–1938 (Mehrfamilienwohnhaus)                                                                                                 | Einzeldenkmal o. g. Sachgesamtheit: Häuserzeile (Gustav-Richter-Straße 26/28/30 und Steinheilstraße 6) über L-förmigem Grundriss; Häuserzeile traditionell gestaltet, Siedlung baugeschichtlich, städtebaulich und in Teilen künstlerisch bedeutend sowie singulär. | 09210137 |
| Weitere Bilder                          | Doppelhaus, Teil einer Wohnanlage des Bauverein Kriegerfamilien-Heim m.b.H. | Stephanstraße 12; 12b (Karte) | 1919–1921 (Doppelwohnhaus) | Doppelhaus, Teil einer Wohnanlage des Bauverein Kriegerfamilien-Heim m.b.H., Anlage aus insgesamt fünf Gebäuden an Kopernikusstraße, Stephanstraße und Wilder-Mann-Straße; traditionelle Geschossbauten mit Lochfassade, rückwärtigen Balkonen und Walm- oder Mansarddächern, belebt durch vereinfachte neoklassizistische Elemente, die an den Straßen gelegenen Gebäude mit Torbögen verbunden, siehe auch Kopernikusstraße 15–21, Stephanstraße 14–22 und Wilder-Mann-Straße 21b/c/d, baugeschichtlich und stadtentwicklungsgeschichtlich bedeutend | 09217578 |
|                                         | Häuserzeile, Teil einer Wohnanlage des Bauverein Kriegerfamilien-Heim m.b.H. | Stephanstraße 14; 16; 18; 20; 22 (Karte) | 1921 (Mehrfamilienwohnhaus) | Häuserzeile und Toreinfahrt, Teil einer Wohnanlage des Bauverein Kriegerfamilien-Heim m.b.H., Anlage aus insgesamt fünf Gebäuden an Kopernikusstraße, Stephanstraße und Wilder-Mann-Straße; traditionelle Geschossbauten mit Lochfassade, rückwärtigen Balkonen und Walm- oder Mansarddächern, belebt durch vereinfachte neoklassizistische Elemente, die an den Straßen gelegenen Gebäude mit Torbögen verbunden, siehe auch Kopernikusstraße 15–21, Stephanstraße 12/b und Wilder-Mann-Straße 21b/c/d, baugeschichtlich und stadtentwicklungsgeschichtlich bedeutend | 09210219 |
|                                         | Doppelwohnhaus einer kleinen Wohnanlage | Stephanstraße 24; 26 (Karte) | um 1930 (Doppelwohnhaus) | Doppelwohnhaus einer kleinen Wohnanlage aus zwei Doppelwohnhäusern und einem Zweckbau an der Ecke Kopernikus- und Stephanstraße; einfache, traditionell gestaltete Putzbauten mit Satteldächern, Fassaden belebt durch Klappläden, exemplarischen Charakter für die Architekturentwicklung um 1930, siehe auch Kopernikusstraße 22/22b, ortsentwicklungsgeschichtliche und baugeschichtliche Bedeutung | 09217588 |
|                                         | Mietvilla | Stephanstraße 30 (Karte) | um 1910 (Mietvilla) | markanter Bau mit übergiebeltem Mittelrisalit, belebt durch Putzgliederung, charakteristisches Beispiel für die Reformarchitektur aus dem Anfang des 20. Jahrhunderts, Gebäude dieser Architekturströmung beschränken sich zumeist auf große, ausgewogen und rein proportionierte Formen, die in hohen, malerisch bewegten Dächern kulminieren, Schmuck wurde häufig nur akzentuierend verwendet, Anwesen baugeschichtlich bedeutend | 09217589 |
|                                         | Doppelhaus in offener Bebauung | Stephanstraße 31; 33 (Karte) | 1929–1930 (Doppelwohnhaus) | zeittypischer Wohnbau vom Ende der 1920er Jahre mit einfachen Putzfassaden und Klinkergliederung, Art-Dèco-Elemente, baugeschichtlich und stadtentwicklungsgeschichtlich bedeutend | 09217590 |
|                                         | Mietvilla in Ecklage | Stephanstraße 38 (Karte) | um 1910 (Mietvilla) | schlichter Putzbau mit zurückhaltendem Dekor im Reformstil um 1910, baugeschichtlich und stadtentwicklungsgeschichtlich bedeutend | 09217591 |
| Weitere Bilder                          | Gartenheimsiedlung Trachau II: Doppelhaus (Einzeldenkmal zu ID-Nr 09217350) | Stephanstraße 47; 49 (Karte) | 1928 (Doppelwohnhaus) | Einzeldenkmal o. g. Sachgesamtheit: Doppelhaus; Teil einer traditionellen Siedlungsanlage der 1920er Jahre, baugeschichtlich, stadtentwicklungsgeschichtlich und in Teilen künstlerisch bedeutend. | 09217592 |
| Weitere Bilder                          | Gartenheimsiedlung Trachau II: Wohnhaus (Einzeldenkmal zu ID-Nr 09217350) | Stephanstraße 51 (Karte) | 1928 (Mehrfamilienwohnhaus) | Einzeldenkmal o. g. Sachgesamtheit: Wohnhaus; Teil einer traditionellen Siedlungsanlage der 1920er Jahre, baugeschichtlich, stadtentwicklungsgeschichtlich und in Teilen künstlerisch bedeutend. | 09210220 |
| Weitere Bilder                          | Gartenheimsiedlung Trachau II: Häuserzeile (Einzeldenkmal zu ID-Nr 09217350) | Stephanstraße 53; 55; 57; 59 (Karte) | 1928 (Mehrfamilienwohnhaus) | Einzeldenkmal o. g. Sachgesamtheit: Häuserzeile; Teil einer traditionellen Siedlungsanlage der 1920er Jahre, baugeschichtlich, stadtentwicklungsgeschichtlich und in Teilen künstlerisch bedeutend. | 09210222 |
| Weitere Bilder                          | Gartenheimsiedlung Trachau II: Häuserzeile (Einzeldenkmal zu ID-Nr 09217350) | Stephanstraße 54; 56; 58 (Karte) | 1928 (Mehrfamilienwohnhaus) | Einzeldenkmal o. g. Sachgesamtheit: Häuserzeile; Teil einer traditionellen Siedlungsanlage der 1920er Jahre, baugeschichtlich, stadtentwicklungsgeschichtlich und in Teilen künstlerisch bedeutend. | 09210223 |
| Weitere Bilder                          | Gartenheimsiedlung Trachau II: Häuserzeile und Laden in Ecklage, angelegt über L-förmigem Grundriss (Einzeldenkmal zu ID-Nr 09217350) | Stephanstraße 60 (Karte) | 1928 (Mehrfamilienwohnhaus) | Einzeldenkmal o. g. Sachgesamtheit: Häuserzeile und Laden in Ecklage (Platanenstraße 17/17b und Stephanstraße 60), angelegt über L-förmigem Grundriss; Teil einer traditionellen Siedlungsanlage der 1920er Jahre, baugeschichtlich, stadtentwicklungsgeschichtlich und in Teilen künstlerisch bedeutend. | 09217516 |
|                                         | Kriegerfamilienheim: Häuserzeile (Einzeldenkmal zu ID-Nr. 09217353) | Stephanstraße 73; 75; 77; 79; 81 (Karte) | 1926–1928 (Mehrfamilienwohnhaus)                                                                                                 | Einzeldenkmal o. g. Sachgesamtheit: Häuserzeile; Teil einer markanten Siedlungsanlage der 1920er Jahre, baugeschichtlich, stadtentwicklungsgeschichtlich und in Teilen künstlerisch bedeutend. | 09217593 |
| Weitere Bilder                          | Kriegerfamilienheim: Doppelhaus (Einzeldenkmal zu ID-Nr. 09217353) | Stephanstraße 81b; 81c (Karte) | 1926–1928 (Doppelwohnhaus) | Einzeldenkmal o. g. Sachgesamtheit: Doppelhaus; Teil einer markanten Siedlungsanlage der 1920er Jahre, baugeschichtlich, stadtentwicklungsgeschichtlich und in Teilen künstlerisch bedeutend. | 09210226 |
|                                         | Kriegerfamilienheim: Häuserzeile (Einzeldenkmal zu ID-Nr. 09217353) | Stephanstraße 83; 85; 87; 89; 91 (Karte) | 1926–1928 (Mehrfamilienwohnhaus)                                                                                                 | Einzeldenkmal o. g. Sachgesamtheit: Häuserzeile; Teil einer markanten Siedlungsanlage der 1920er Jahre, baugeschichtlich, stadtentwicklungsgeschichtlich und in Teilen künstlerisch bedeutend. | 09210228 |
| Weitere Bilder                          | Mietshaus in halboffener Bebauung | Teichstraße 3 (Karte) | um 1900 (Mietshaus) | zeittypischer Bau um 1900, historisierende Klinker-Werkstein-Fassade, Teil eines weitgehend geschlossen erhaltenen spätgründerzeitlichen Quartiers mit Blockrandbebauung, baugeschichtlich und stadtentwicklungsgeschichtlich bedeutend | 09217594 |
| Weitere Bilder                          | Mietshaus in geschlossener Bebauung | Teichstraße 5 (Karte) | um 1900 (Mietshaus) | Wohnstätte des Malers Theodor Rosenhauer (Gedenktafel), Flurausstattung, zeittypischer Bau um 1900, historisierende Klinker-Werkstein-Fassade, Teil eines weitgehend geschlossen erhaltenen spätgründerzeitlichen Quartiers mit Blockrandbebauung, baugeschichtlich und stadtentwicklungsgeschichtlich bedeutend | 09217595 |
| Weitere Bilder                          | Mietshaus in Ecklage und geschlossener Bebauung | Teichstraße 7 (Karte) | um 1900 (Mietshaus) | repräsentativer Bau um 1900, historisierende Klinker-Werkstein-Fassade mit aufwendigem Dekor, Teil eines weitgehend geschlossen erhaltenen spätgründerzeitlichen Quartiers mit Blockrandbebauung, baugeschichtlich und stadtentwicklungsgeschichtlich bedeutend, platzbildprägend | 09217596 |
| Weitere Bilder                          | Mietshauszeile | Tichatscheckstraße 30; 32; 34; 36 (Karte) | um 1912 (Mietshaus) | zeittypische Wohnbauten um 1910, mit schlichten Putzfassaden, dominiert von runden bzw. spitzen Giebeln, baugeschichtlich und stadtentwicklungsgeschichtlich bedeutend | 09217618 |
| Weitere Bilder                          | Mietshaus in halboffener Bebauung | Tichatscheckstraße 37 (Karte) | um 1910 (Mietshaus) | zeittypischer Wohnbau um 1910, mit schlichter Putzfassade und zurückhaltendem Dekor, hohes Mansarddach, baugeschichtlich und stadtentwicklungsgeschichtlich bedeutend | 09210392 |
|                                         | L-förmige Häuserzeile einer Wohnanlage der Baugenossenschaft für Handwerk, Handel und Gewerbe | Tichatscheckstraße 39; 41 (Karte) | 1926–1928 (Mehrfamilienwohnhaus)                                                                                                 | L-förmige Häuserzeile (Guts-Muths-Straße 27/29/31/33/35 und Tichatschekstraße 39/41) einer Wohnanlage der Baugenossenschaft für Handwerk, Handel und Gewerbe; Anlage besteht aus dieser L-förmigen und einer U-förmigen Zeile nördlich und südlich der Guts-Muths-Straße, Geschoßbauten mit gestalteten Treppenhausachsen und betonten Ecken, expressionistische Formen insbesondere an den Eingängen, siehe auch Alttrachau 30–34, Tichatschekstraße 43–49 und Guts-Muths-Straße 26–34, baugeschichtlich und stadtentwicklungsgeschichtlich bedeutend | 09210139 |
|                                         | Doppelmietshaus in geschlossener Bebauung | Tichatscheckstraße 42; 44 (Karte) | um 1912 (Doppelmietshaus) | zeittypische Wohnbauten um 1910 im Reformstil, mit schlichten Putzfassaden, dominiert von übergiebeltem Mittelrisalit, hohe Mansarddächer, baugeschichtlich und stadtentwicklungsgeschichtlich bedeutend | 09217617 |
| Weitere Bilder                          | U-förmige Häuserzeile einer Wohnanlage der Baugenossenschaft für Handwerk, Handel und Gewerbe | Tichatscheckstraße 43; 45; 47; 49 (Karte) | 1926–1928 (Mehrfamilienwohnhaus)                                                                                                 | U-förmige Häuserzeile (Alttrachau 30/32/34 mit Tichatschekstraße 43/45/47/49 und Guts-Muths-Straße 26/28/30/32/34) einer Wohnanlage der Baugenossenschaft für Handwerk, Handel und Gewerbe; Anlage besteht aus dieser U-förmigen und einer L-förmigen Zeile nördlich und südlich der Guts-Muths-Straße, Geschoßbauten mit gestalteten Treppenhausachsen und betonten Ecken, expressionistische Formen insbesondere an den Eingängen, siehe auch Tichatschekstraße 37–41 und Guts-Muths-Straße 27–35, baugeschichtlich und stadtentwicklungsgeschichtlich bedeutend | 09210043 |
| Weitere Bilder                          | Großsiedlung Trachau: Reihenhaus mit zwölf Einfamilienhäusern (Einzeldenkmal zu ID-Nr. 09217340) | Trentzschweg 2; 4; 6; 8; 10; 12; 14; 16; 18; 20; 22; 24 (Karte) | 1934–1936 (Reihenhaus) | Einzeldenkmal o. g. Sachgesamtheit: Reihenhaus mit zwölf Einfamilienhäusern; Reihenhäuser traditionell gestaltet, Siedlung baugeschichtlich, städtebaulich und in Teilen künstlerisch bedeutend sowie singulär. | 09217597 |
| Weitere Bilder                          | Großsiedlung Trachau: Reihenhaus mit zwölf Einfamilienhäusern (Einzeldenkmal zu ID-Nr. 09217340) | Trobischstraße 1; 3; 5; 7; 9; 11; 13; 15; 17; 19; 21; 23 (Karte) | 1934–1936 (Reihenhaus) | Einzeldenkmal o. g. Sachgesamtheit: Reihenhaus mit zwölf Einfamilienhäusern; Reihenhäuser traditionell gestaltet, Siedlung baugeschichtlich, städtebaulich und in Teilen künstlerisch bedeutend sowie singulär. | 09217599 |
| Weitere Bilder                          | Großsiedlung Trachau: Häuserzeile über winkelförmigem Grundriss (Einzeldenkmal zu ID-Nr. 09217340) | Trobischstraße 2; 4; 6 (Karte) | 1934–1936 (Mehrfamilienwohnhaus)                                                                                                 | Einzeldenkmal o. g. Sachgesamtheit: Häuserzeile (Halleystraße 4/6/8/10 und Trobischstraße 2/4/6) über winkelförmigem Grundriss; Häuserzeile traditionell gestaltet, Siedlung baugeschichtlich, städtebaulich und in Teilen künstlerisch bedeutend sowie singulär. | 09210144 |
| Weitere Bilder                          | Großsiedlung Trachau: Häuserzeile (Einzeldenkmal zu ID-Nr. 09217340) | Trobischstraße 8; 10; 12; 14 (Karte) | 1934–1936 (Mehrfamilienwohnhaus)                                                                                                 | Einzeldenkmal o. g. Sachgesamtheit: Häuserzeile traditionell gestaltet, Siedlung baugeschichtlich, städtebaulich und in Teilen künstlerisch bedeutend sowie singulär. | 09210234 |
| Weitere Bilder                          | Großsiedlung Trachau: Häuserzeile (Einzeldenkmal zu ID-Nr. 09217340) | Trobischstraße 16; 18; 20; 22 (Karte) | 1934–1936 (Mehrfamilienwohnhaus)                                                                                                 | Einzeldenkmal o. g. Sachgesamtheit: Häuserzeile traditionell gestaltet, Siedlung baugeschichtlich, städtebaulich und in Teilen künstlerisch bedeutend sowie singulär. | 09210235 |
| Weitere Bilder                          | Großsiedlung Trachau: Häuserzeile über L-förmigem Grundriss (Einzeldenkmal zu ID-Nr. 09217340) | Trobischstraße 25; 27 (Karte) | 1937–1938 (Mehrfamilienwohnhaus)                                                                                                 | Einzeldenkmal o. g. Sachgesamtheit: Häuserzeile (Steinheilstraße 2 und Trobischstraße 25/27) über L-förmigem Grundriss; Häuserzeile traditionell gestaltet, Siedlung baugeschichtlich, städtebaulich und in Teilen künstlerisch bedeutend sowie singulär. | 09210215 |
| Weitere Bilder                          | Großsiedlung Trachau: Häuserzeile über L-förmigem Grundriss (Einzeldenkmal zu ID-Nr. 09217340) | Trobischstraße 29; 31; 33; 35 (Karte) | 1937–1938 (Mehrfamilienwohnhaus)                                                                                                 | Einzeldenkmal o. g. Sachgesamtheit: Häuserzeile über L-förmigem Grundriss; Häuserzeile traditionell gestaltet, Siedlung baugeschichtlich, städtebaulich und in Teilen künstlerisch bedeutend sowie singulär. | 09210232 |
| Weitere Bilder                          | Kellereimaschinenfabrik Mäurich; Ernst Mäurich Maschinen-Fabrik Dresden; Villa Bertha | Veteranenstraße (Karte) | 1903–1904 (Fabrikantenvilla), 1911 (Gartenpavillon), 1903–1904 (Fabrikgebäude)                                                   | Anlage mit Fabrikantenvilla und Einfriedung; Anlage mit Fabrikantenvilla und Einfriedung, drei Fabrikgebäuden auf dem Werksgelände sowie Pavillon und Einfriedung an der Veteranenstraße; Villa aufwendiger Bau zwischen Historismus und Jugendstil mit Klinker-Sandstein-Fassade, Turmanbauten und weitgehend original erhaltener Flur- und Treppenhausausstattung aus der Entstehungszeit, die Fabrikgebäude mit zeittypischen, verschiedenfarbigen Klinkerwänden, Komplex baugeschichtlich, industriegeschichtlich und ortsgeschichtlich sowie in Teilen künstlerisch bedeutend | 09217330 |
|                                         | Mietvilla in Ecklage | Virchowstraße 32 (Karte) | Anfang 20. Jh. (Mietvilla) | zeittypischer Villenbau mit schlichter Putzfassade, belebt durch Holzbalkone, Zierfachwerk und Giebelverbretterung, Ansicht dominiert von Türmchen und Giebel, baugeschichtlich und stadtentwicklungsgeschichtlich bedeutend | 09217600 |
|                                         | Teil einer Wohnanlage mit Einfriedung, vom Bauverein Gartenheim e.G.m.b.H. | Wahnsdorfer Straße 6; 8; 10 (Karte) | 1926 (Mehrfamilienwohnhaus) | aus Gruppe über U-förmigem Grundriss unmittelbar an der Straße und rückwärtigem Doppelhaus, traditionelle Geschossbauten mit Walmdach und Lochfassaden, belebt durch Klappläden, Loggien usw., Eingangsachsen hervorgehoben, siehe auch Wahnsdorfer Straße 6b/6c, baugeschichtlich und stadtentwicklungsgeschichtlich bedeutend | 09217601 |
|                                         | Doppelhaus als Teil einer Wohnanlage vom Bauverein Gartenheim e.G.m.b.H. | Wahnsdorfer Straße 6b; 6c (Karte) | 1926 (Doppelwohnhaus) | Baugruppe über U- förmigem Grundriss unmittelbar an der Straße und rückwärtigem Doppelhaus, traditionelle Geschossbauten mit Walmdach und Lochfassaden, belebt durch Klappläden, Loggien usw., Eingangsachsen hervorgehoben, siehe auch Wahnsdorfer Straße 6–10, baugeschichtlich und stadtentwicklungsgeschichtlich bedeutend | 09210242 |
|                                         | Wohnhaus mit Einfriedung | Wahnsdorfer Straße 9 (Karte) | um 1910 (Wohnhaus) | typischer Wohnbau um 1910 im Reformstil, geprägt durch Mittelrisalit mit halbrundem Erker, hohes Mansarddach, Putzfassade, zurückhaltendes Dekor, baugeschichtlich und stadtentwicklungsgeschichtlich bedeutend | 09210236 |
|                                         | Mietvilla | Wahnsdorfer Straße 15 (Karte) | um 1903 (Mietvilla) | Dekorationsmalerei und Farbglasfenster im Treppenhaus, typischer Mietvillenbau vom Anfang des 20. Jh. mit Putzfassade, Schweifgiebel und Loggien, baugeschichtlich und stadtentwicklungsgeschichtlich bedeutend | 09210237 |
|                                         | Mietvilla mit Einfriedung | Wahnsdorfer Straße 16 (Karte) | 1909 (Mietvilla) | zeittypische Reformstilarchitektur von 1909 mit Putzfassade, Erker, Loggien, hohem Dach und eigentümlichen Zwerchhaus, baugeschichtlich und stadtentwicklungsgeschichtlich bedeutend | 09217602 |
| Weitere Bilder                          | Mietvilla mit Einfriedung in Ecklage | Wahnsdorfer Straße 17 (Karte) | Anfang 20. Jh. (Mietvilla) | malerischer Villenbau vom Anfang des 20. Jh., geprägt durch Zierfachwerkgiebel, Strukturputz und Holzbalkone, baugeschichtlich und stadtentwicklungsgeschichtlich bedeutend | 09217603 |
| Weitere Bilder                          | Mietvilla mit Einfriedung | Wahnsdorfer Straße 19 (Karte) | Anfang 20. Jh. (Mietvilla) | repräsentativer Villenbau vom Anfang des 20. Jh., schlichte Putzfassade belebt durch Verschieferung, Erker und verglaste Holzloggien, baugeschichtlich und stadtentwicklungsgeschichtlich bedeutend | 09217604 |
|                                         | Mietvilla mit Einfriedung | Wahnsdorfer Straße 21 (Karte) | Anfang 20. Jh. (Mietvilla) | zeittypischer Villenbau vom Anfang des 20. Jh., schlichte Putzfassade geprägt durch großen Giebel mit Zierfachwerk und Holzbalkone, baugeschichtlich und stadtentwicklungsgeschichtlich bedeutend | 09217605 |
|                                         | Mietvilla mit Einfriedung und in Ecklage | Wahnsdorfer Straße 23 (Karte) | Anfang 20. Jh. (Mietvilla) | qualitätvoller, repräsentativer Villenbau vom Anfang des 20. Jh., stark gegliederter Baukörper, dominierende und variierende Giebel, Putzfassade akzentuiert mit Natursteinelementen, Jugendstildekor und Zierfachwerk, baugeschichtlich und stadtentwicklungsgeschichtlich bedeutend | 09217606 |
|                                         | Mietshausgruppe mit Einfriedung in Ecklage und offener Bebauung | Weixdorfer Straße 3 (Karte) | 1914, nach Adressbuch (Mietshaus)                                                                                                | Mietshausgruppe (Weixdorfer Straße 3 mit Cottbuser Straße 1/3) mit Einfriedung in Ecklage und offener Bebauung; typischer Putzbau im Stil der Reformarchitektur nach 1910, baugeschichtlich und stadtentwicklungsgeschichtlich bedeutend | 09217607 |
|                                         | Doppelwohnhaus in offener Bebauung | Wilder-Mann-Straße 2 (Karte) | vor 1870 (Doppelwohnhaus) | Doppelwohnhaus (Boxdorfer Str. 1 und Wilder-Mann-Str. 2) in offener Bebauung; schlichter, eingeschossiger Putzbau mit ausgebautem Dachgeschoss, baugeschichtlich und ortsgeschichtlich bedeutend | 09217354 |
|                                         | Gemeindeamt Trachau (ehem.) | Wilder-Mann-Straße 3; 5 (Karte) | 1899–1901 (Gemeindeamt) | Doppelwohnhaus in offener Bebauung, ehem. Gemeindeamt; als Verwaltungsgebäude und Wohnhaus errichtet, nach der Eingemeindung nur noch Wohnhaus, baugeschichtlich und ortsgeschichtlich bedeutend. Stadthaus (1903–1950), Außenstelle Poliklinik Mickten (1952–1992), seit 2008 Wohnhaus. | 09217608 |
| Weitere Bilder                          | Wohnhausgruppe für Kleinwohnungen mit Kiosk und Einfriedung | Wilder-Mann-Straße 6; 8 (Karte) | um 1912 (Wohnhaus) | Wohnhausgruppe (Wilder-Mann-Straße 6/8 und Industriestraße 5) für Kleinwohnungen mit Kiosk und Einfriedung; in Ecklage befindliche Anlage im Reformstil über L-förmigem Grundriß, ursprünglich erhaltener Erlwein-Bau mit vertikaler Gliederung der Fassade, Klappläden, Fledermausgaupen, Giebelmotiv usw., baugeschichtlich sowie künstlerisch bedeutend | 09218780 |
| Weitere Bilder                          | Doppelmietshaus in Ecklage und offener Bebauung | Wilder-Mann-Straße 9 (Karte) | 1900–1903, nach Adressbuch (Doppelmietshaus)                                                                                     | Doppelmietshaus (Wilder-Mann-Straße 9 und Industriestraße 12) in Ecklage und offener Bebauung; Bau der Jahrhundertwende mit schlichter Putzfassade und zurückhaltendem Stuckdekor, dominierende Wirkung der verbrochenen Ecke durch turmartigen Aufbau gesteigert, baugeschichtlich und stadtentwicklungsgeschichtlich bedeutend | 09210241 |
|                                         | Doppelmietshaus mit Einfriedung, in Ecklage und offener Bebauung | Wilder-Mann-Straße 15 (Karte) | um 1895 (Doppelmietshaus) | Doppelmietshaus (Cottbuser Str. 19 und Wilder-Mann-Straße 15) mit Einfriedung, in Ecklage und offener Bebauung; zeittypischer Putzbau mit historisierenden Elementen, turmartige Betonung der Ecklage, mit Laden, baugeschichtlich und stadtentwicklungsgeschichtlich bedeutend | 09210113 |
|                                         | Doppelmietshaus mit Einfriedung in Ecklage und offener Bebauung | Wilder-Mann-Straße 17 (Karte) | um 1900 (Doppelmietshaus) | Doppelmietshaus (Cottbuser Straße 18 und Wilder-Mann-Straße 17) mit Einfriedung in Ecklage und offener Bebauung; Putzbau mit historisierenden Elementen, turmartige Betonung der Ecklage, baugeschichtlich und stadtentwicklungsgeschichtlich bedeutend | 09210112 |
|                                         | Doppelwohnhaus | Wilder-Mann-Straße 19; 21 (Karte) | 1903–1905 (Doppelwohnhaus) | Doppelhaus mit Einfriedung in offener Bebauung; qualitätvoller Wohnbau mit Putzfassade, Natursteingliederung und Jugendstildekor, geprägt von Seitenrisaliten mit Schweifgiebeln, baugeschichtlich und stadtentwicklungsgeschichtlich bedeutend. | 09217616 |
|                                         | Mietshausgruppe mit Einfriedung | Wilder-Mann-Straße 20; 22 (Karte) | um 1900 (Mietshaus) | Mietshausgruppe (Wilder-Manns-Straße 20/22 und Cottbuser Straße 16) mit Einfriedung, in Ecklage und offener Bebauung; über L-förmigem Grundriss, markante Einfriedung, für Trachau typische offene Bauweise, baugeschichtlich und stadtentwicklungsgeschichtlich bedeutend | 09217635 |
| Weitere Bilder                          | Wohnhaus, Teil einer Wohnanlage des Bauverein Kriegerfamilien-Heim m.b.H. | Wilder-Mann-Straße 21b (Karte) | 1921 (Mehrfamilienwohnhaus) | Wohnhaus, Teil einer Wohnanlage des Bauverein Kriegerfamilien-Heim m.b.H., Anlage aus insgesamt fünf Gebäuden an Kopernikusstraße, Stephanstraße und Wilder-Mann-Straße; traditionelle Geschossbauten mit Lochfassade, rückwärtigen Balkonen und Walm- oder Mansarddächern, belebt durch vereinfachte neoklassizistische Elemente, die an den Straßen gelegenen Gebäude mit Torbögen verbunden, siehe auch Stephanstraße 12–22, Wilder-Mann-Straße 21c/d und Kopernikusstraße 15–21, baugeschichtlich und stadtentwicklungsgeschichtlich bedeutend | 09210385 |
| Weitere Bilder                          | Doppelwohnhaus und Toreinfahrt, Teil einer Wohnanlage des Bauverein Kriegerfamilien-Heim m.b.H. | Wilder-Mann-Straße 21c; 21d (Karte) | 1921 (Doppelwohnhaus) | Doppelwohnhaus und Toreinfahrt, Teil einer Wohnanlage des Bauverein Kriegerfamilien-Heim m.b.H., Anlage aus insgesamt fünf Gebäuden an Kopernikusstraße, Stephanstraße und Wilder-Mann-Straße; traditionelle Geschossbauten mit Lochfassade, rückwärtigen Balkonen und Walm- oder Mansarddächern, belebt durch vereinfachte neoklassizistische Elemente, die an den Straßen gelegenen Gebäude mit Torbögen verbunden, siehe auch Stephanstraße 12–22, Wilder-Mann-Straße 21b und Kopernikusstraße 19–21, baugeschichtlich und stadtentwicklungsgeschichtlich bedeutend | 09217609 |
|                                         | Doppelwohnhaus mit kleinem Zweckbau und Einfriedung | Wilder-Mann-Straße 23 (Karte) | um 1928 (Doppelwohnhaus) | Doppelwohnhaus (Kopernikusstraße 18 und Wilder-Mann-Straße 23) mit kleinem Zweckbau und Einfriedung; einfach gestalteter, dreigeschossiger Bau, für die Zeit typisch traditionell gestaltet mit Walmdächern und verputzen Fassaden, ehemals belebt durch Klappläden, verweist auf die bauliche Entwicklung um 1930, ortsentwicklungsgeschichtliche und bauhistorische Bedeutung | 09210238 |
|                                         | Doppelvilla mit Einfriedung | Wilder-Mann-Straße 23c; 23d (Karte) | um 1910 (Villa) | zeittypischer Villenbau um 1910, schlichte Putzfassade, gestaffelter Baukörper geprägt von teilweise verschiefertem Türmchen, verglasten Holzloggien, baugeschichtlich und stadtentwicklungsgeschichtlich bedeutend | 09217610 |
|                                         | Doppelvilla | Wilder-Mann-Straße 23e; 23f (Karte) | um 1910 (Villa) | Paradebeispiel der durch versachlichte Baukörper mit hohen Dächern und wenigem, aber akzentuierendem Schmuck gekennzeichneten Reformarchitektur um 1910, dominierende, teilweise verschieferte Giebel, baugeschichtlich und stadtentwicklungsgeschichtlich bedeutend | 09217611 |
|                                         | Doppelvilla | Wilder-Mann-Straße 25; 25b (Karte) | um 1910 (Villa) | zeittypischer Villenbau um 1910 mit schlichter Putzfassade, geprägt von hohem Dach, Erkern und Giebeln, baugeschichtlich und stadtentwicklungsgeschichtlich bedeutend | 09217612 |
|                                         | Doppelvilla | Wilder-Mann-Straße 25c; 25d (Karte) | um 1910 (Villa) | zeittypischer Villenbau um 1910 mit schlichter Putzfassade und zurückhaltendem Dekor, Ansicht geprägt von hohen Giebeln und verglasten Holzloggien, baugeschichtlich und stadtentwicklungsgeschichtlich bedeutend | 09217613 |
|                                         | Mietvilla in Ecklage | Wilder-Mann-Straße 27 (Karte) | um 1910 (Mietvilla) | platzbildprägender Putzbau um 1910, schlichte Fassaden durch Putzspiegel strukturiert, Ecklage durch Turmaufbauten betont, baugeschichtlich und stadtentwicklungsgeschichtlich bedeutend | 09217614 |
| Weitere Bilder                          | Hörmann-Villa; Villa Alpenstern | Wilder-Mann-Straße 29 (Karte) | 1913–1914 (Fabrikantenvilla) | Fabrikantenvilla mit kleinem Nebengebäude und Einfriedung; markantes Beispiel der Architektur im 1. Viertel des 20. Jahrhunderts, sachlicher Bau mit Turmanbau, markantem Schaugiebel, Erker und aufwendigem, akzentuierendem Schmuck, repräsentativster Wohnbau vom Trachau, baugeschichtlich und stadtentwicklungsgeschichtlich sowie künstlerisch bedeutend. Villa von Max Ludwig Hörmann, dem Mitbegründer der Keks-, Waffel- und Schokoladenfabrik Gebrüder Hörmann in Dresden-Mickten. | 09217615 |
|                                         | Mietvilla mit Einfriedung | Wilder-Mann-Straße 34 (Karte) | Anfang 20. Jh. (Mietvilla) | stark gestaffelter, repräsentativer Villenbau vom Anfang des 20. Jh., Klinkerfassade mit Natursteingliederung und geprägt durch Ecktürmchen, Zierfachwerkgiebel, verglaste Holzloggien, Jugendstilelemente, baugeschichtlich und stadtentwicklungsgeschichtlich bedeutend | 09217619 |
|                                         | Mietvilla mit Einfriedung in Ecklage | Wilder-Mann-Straße 35 (Karte) | um 1910 (Mietvilla) | schlichter, zeittypischer Villenbau um 1910 mit Putzfassade und hohem Mansarddach, baugeschichtlich und stadtentwicklungsgeschichtlich bedeutend | 09217620 |
|                                         | Mietvilla | Wilder-Mann-Straße 36 (Karte) | Anfang 20. Jh. (Mietvilla) | zeittypischer Villenbau vom Anfang des 20. Jh., schlichte Putzfassade geprägt durch hohes Dach und großen Giebel mit Zierfachwerk, Holzbalkone und verglaste Loggien, baugeschichtlich und stadtentwicklungsgeschichtlich bedeutend | 09217621 |
|                                         | Mietshaus in Ecklage und offener Bebauung, mit Einfriedung | Wilder-Mann-Straße 37 (Karte) | um 1910 (Mietvilla) | Wohnbau im Reformstil um 1910, schlichte Putzfassade geprägt durch großen, verschieferten Giebel und Mansarddach, Eckerker, baugeschichtlich und stadtentwicklungsgeschichtlich bedeutend | 09217622 |
|                                         | Mietvilla mit Einfriedung | Wilder-Mann-Straße 39 (Karte) | Anfang 20. Jh. (Mietvilla) | zeittypischer Villenbau vom Anfang des 20. Jh., schlichte Putzfassade mit Natursteingliederung, Holzbalkone und verbrettertes Dachhäuschen, baugeschichtlich und stadtentwicklungsgeschichtlich bedeutend | 09217623 |
|                                         | Mietvilla mit Einfriedung | Wilder-Mann-Straße 40 (Karte) | Anfang 20. Jh. (Mietvilla) | Villenbau vom Anfang des 20. Jh., schlichte Putzfassade mit Natursteingliederung, geprägt durch großen, geschweiften Giebel, baugeschichtlich und stadtentwicklungsgeschichtlich bedeutend | 09217624 |
| Weitere Bilder                          | Mietvilla | Wilder-Mann-Straße 41 (Karte) | 1904 (Mietvilla) | Mietvilla mit Einfriedung; malerischer Villenbau mit repräsentativen Turmaufbauten und aufwendigem Jugendstilputzdekor, baugeschichtlich und stadtentwicklungsgeschichtlich bedeutend. | 09217625 |
|                                         | Mietvilla | Wilder-Mann-Straße 43 (Karte) | um 1905 (Mietvilla) | zeittypischer Mietvillenbau um 1905 mit Putzfassade, geprägt durch variierende Giebel, Türmchen, Zierfachwerk, Holzbalkone und Jugendstilelemente, baugeschichtlich und stadtentwicklungsgeschichtlich bedeutend. | 09217626 |
|                                         | Mietvilla | Wilder-Mann-Straße 45 (Karte) | bezeichnet 1904 (Mietshaus) | Mietvilla in Ecklage mit Einfriedung; zeittypischer, repräsentativer Villenbau von 1904, Lage durch Eckturm betont, Putzfassade mit Natursteingliederung und Stuckdekor, Seitenrisalite mit Schweifgiebel bzw. Turmaufbau mit Zierfachwerk, Jugendstil, baugeschichtlich und stadtentwicklungsgeschichtlich bedeutend. | 09217627 |
|                                         | Mietvilla | Wilder-Mann-Straße 46b (Karte) | um 1904 (Mietvilla) | versachlichter Baukörper mit hohem Dach und dominierendem Giebel, Putzfassade mit großen Natursteinbereichen, Sandsteinsockel im Mittelrisalit bis zum Hochparterre, abgerundeter Eckerker, baugeschichtlich und stadtentwicklungsgeschichtlich bedeutend | 09217628 |
|                                         | Mietvilla mit Einfriedung in Ecklage | Wilder-Mann-Straße 47 (Karte) | Anfang 20. Jh. (Mietvilla) | zeittypischer Villenbau vom Anfang des 20. Jh., dominiert von hohen, spitzen Giebeln mit Zierfachwerk und Holzbalkonen, schlichte Putzfassade mit Natursteingliederung, baugeschichtlich und stadtentwicklungsgeschichtlich bedeutend | 09217629 |
|                                         | Mietvilla mit Einfriedung | Wilder-Mann-Straße 51 (Karte) | um 1912 (Mietvilla) | charakteristisches Beispiel der durch versachlichte Baukörper mit hohen Dächern und wenigem, aber akzentuierendem Schmuck gekennzeichneten Reformarchitektur nach 1900, baugeschichtlich und stadtentwicklungsgeschichtlich bedeutend | 09217630 |
|                                         | Wohnhaus in offener Bebauung | Wilder-Mann-Straße 54 (Karte) | 1906 (Wohnhaus) | eigenwilliger eingeschossiger Bau mit seitlichem Türmchen, baugeschichtlich bedeutend | 09217631 |
|                                         | Mietvilla mit Einfriedung | Wilder-Mann-Straße 57 (Karte) | Anfang 20. Jh. (Mietvilla) | repräsentativer, historisierender Putzbau vom Anfang des 20. Jh. mit dominierendem, geschweiftem Schaugiebel und Erkern, auffällige Einfriedung, Jugendstilelemente, baugeschichtlich und stadtentwicklungsgeschichtlich bedeutend | 09217632 |
|                                         | Villa mit Einfriedung | Wilder-Mann-Straße 59 (Karte) | bezeichnet 1909 (Mietvilla) | charakteristisches Villenbau von 1909 im Reformstil und Jugendstilelementen, schlichte Putzfassade, Natursteingliederung und prägende Zierfachwerkgiebel, baugeschichtlich und stadtentwicklungsgeschichtlich bedeutend | 09217633 |
|                                         | Mietvilla | Wilder-Mann-Straße 61 (Karte) | Anfang 20. Jh. (Mietvilla) | charakteristischer Villenbau um 1910, dominiert von hohem, eigenwillig ausgebautem Dach, schlichte Putzfassade mit wenigem, aber akzentuierendem Dekor, Jugendstilelemente, baugeschichtlich und stadtentwicklungsgeschichtlich bedeutend | 09217634 |
|                                         | Doppelmietshaus in offener Bebauung und Teil der Einfriedung | Wöhlerstraße 1; 1a (Karte) | um 1910 (Doppelmietshaus) | zeittypischer Mietwohnungsbau im Reformstil der Zeit um 1910, versachlichter Baukörper mit Mansarddach und schlichtem, akzentuierendem Putzdekor, baugeschichtlich und stadtentwicklungsgeschichtlich bedeutend | 09217639 |
|                                         | Mietshaus in geschlossener Bebauung | Wöhlerstraße 4 (Karte) | bezeichnet 1903 (Mietshaus) | weitgehend authentisch erhaltener Bau um 1900, historisierende Klinker-Werkstein-Fassade, Teil eines weitgehend geschlossen erhaltenen spätgründerzeitlichen Quartiers mit typischer Blockrandbebauung, baugeschichtlich und stadtentwicklungsgeschichtlich bedeutend | 09217640 |
| Weitere Bilder                          | Mietshaus in geschlossener Bebauung | Wöhlerstraße 6 (Karte) | um 1900 (Mietshaus) | weitgehend authentisch erhaltener Bau um 1900, historisierende Klinker-Werkstein-Fassade, Teil eines weitgehend geschlossen erhaltenen spätgründerzeitlichen Quartiers mit typischer Blockrandbebauung, baugeschichtlich und stadtentwicklungsgeschichtlich bedeutend | 09217641 |
|                                         | Vier Wohnhäuser einer Wohnanlage | Wöhlerstraße 7 (Karte) | um 1930 (Mehrfamilienwohnhaus)                                                                                                   | Vier Wohnhäuser (Bunsenstraße 9/11/13 und Wöhlerstraße 7) einer Wohnanlage; über L-förmigem Grundriss, aus Geschossbauten mit Lochfassade und Walmdächern, Treppenhausachsen hervorgehoben, dabei belebt von expressionistischen Formen, baugeschichtlich und stadtentwicklungsgeschichtlich bedeutend. | 09215656 |
| Weitere Bilder                          | Mietshaus in geschlossener Bebauung | Wöhlerstraße 8 (Karte) | um 1900 (Mietshaus) | weitgehend authentisch erhaltener Bau um 1900, historisierende Klinker-Werkstein-Fassade, Teil eines weitgehend geschlossen erhaltenen spätgründerzeitlichen Quartiers mit typischer Blockrandbebauung, baugeschichtlich und stadtentwicklungsgeschichtlich bedeutend | 09217642 |
| Weitere Bilder                          | Mietshaus in geschlossener Bebauung | Wöhlerstraße 10 (Karte) | um 1900 (Mietshaus) | weitgehend authentisch erhaltener Bau um 1900, historisierende Klinker-Werkstein-Fassade, Teil eines weitgehend geschlossen erhaltenen spätgründerzeitlichen Quartiers mit typischer Blockrandbebauung, baugeschichtlich und stadtentwicklungsgeschichtlich bedeutend | 09217643 |
| Weitere Bilder                          | Mietshaus in geschlossener Bebauung | Wöhlerstraße 12 (Karte) | um 1900 (Mietshaus) | weitgehend authentisch erhaltener Bau um 1900, historisierende Klinker-Werkstein-Fassade, Teil eines weitgehend geschlossen erhaltenen spätgründerzeitlichen Quartiers mit typischer Blockrandbebauung, baugeschichtlich und stadtentwicklungsgeschichtlich bedeutend | 09217644 |

## Ausführliche Denkmaltexte
1. 1 2 3 4 5 6 7 8 9 10 11 12 13 14 15 16 17 18 19 20 21 22 23 24 25 26  
Teil der Großsiedlung Trachau, Bauabschnitt bis 1933 bekanntestes Beispiel des Neuen Bauens in Dresden und repräsentativ für den gemeinnützigen Wohnungsbau der Weimarer Republik, danach konsequent in traditioneller Bauweise fortgesetzt, damit exemplarisch für den Paradigmenwechsel in Architektur und Städtebau nach 1933.
2. 1 2 3 4  
Anlage einer kleinen Siedlung des Bauverein Gartenheim e.G.m.b.H. in etwa zwischen Aachener Straße, Platanenstraße, Böttgerstraße und Kronenstraße, aus insgesamt elf Gebäuden mit begleitender Grüngestaltung vor und hinter den Häusern sowie kleinen Portalen und Einfriedungen, traditionell gestaltete Häuser mit Walm- oder Satteldächern, die Lochfassaden belebt durch Klappläden, Sprossenfenster, offene Loggien, der zurückhaltende Schmuck zumeist an Giebeln, Vorbauten und Eingangsachsen, Dachaufbauten, trotz unterschiedlicher Gestaltung in den Details Gesamtzusammenhang erkennbar, eine der qualitätvollsten Anlagen traditionellen Siedlungsbaus aus den 1920er Jahren in Dresden, baugeschichtlich, künstlerisch und stadtentwicklungsgeschichtlich bedeutend (LfD/2010).
3. 1 2 3 4 5 6 7  
Das kurz vor/bis 1899 entstandene Mietshaus in der Leipziger Straße in Dresden, OT Trachau bildet mit den benachbarten Häusern Leipziger Straße 169, 171, 173, 175, 177, 179 und 181 einen bemerkenswerten spätgründerzeitlichen Straßenzug. 
Er beruht offenbar auf einem einheitlichen planerischen Gedanken. In der über kurfenförmigem Grundriss angeordneten breiten Häuserfront (Fassadenabwicklung) gibt es, ausgehend von der Mitte (Leipziger Straße 175), beinahe spiegelbildlich gestaltete Gebäude. Abgesehen von einigen Details der Dekoration stimmen die Leipziger Straße 173 und 177, 171 und 179 sowie die Eckgebäude Leipziger Straße 169 und 181 überein. Mit dieser städtebaulichen Besonderheit besitzt das Ensemble Leipziger Straße 169 bis 181 in Dresden Seltenheitswert. Eine vergleichbare, symmetrisch aufgebaute Gebäudegruppe ist bisher nur mit den Häusern Pfotenhauerstraße 74, 76, 78, 80, 82 und 84 in der Johannstadt bekannt. Abgesehen davon ist das Gebäude mit seiner schmuckreichen, historistischen Klinker-Werkstein-Fassade ein markantes Beispiel für die Architektur ihrer Zeit und somit baugeschichtlich bedeutend (LfD/2015).
4. ↑  
Die an der nach 1895 neu angelegten Platanenstraße in Dresden-Trachau stehende, zweigeschossige Mietvilla mit abgeplattetem Walmdach wurde gleichzeitig mit dem baugleichen Nachbarobjekt Platanenstraße 15 im Jahr 1897 errichtet. Das Gesuch zum Bau eines Wohn- und Seitengebäudes, das der Maurer Ernst Gustav Schäfer bereits im Herbst des Vorjahres eingereicht hatte, wurde im März 1897 genehmigt. Bauherr der Nachbarvilla Nummer 15, die sich lediglich in den schmückenden Details von der Nummer 13 unterscheidet, war Schäfers Schwiegervater, der Trachauer Gutsbesitzer Hermann August Stephan.  Die glatt geputzten Fassaden des Hauses sind über einem hohen, mit Naturstein verkleideten Sockelgeschoss lediglich durch Gurt- und Kranzgesimse gegliedert. In Form von einfachen Gesimsstücken sind auch die Verdachungen der hochrechteckigen, mit Sandsteinlaibungen versehenen Fensteröffnungen schlicht gehalten. Aufwendig gestaltet präsentiert sich allein die mithilfe eines zweiachsigen Mittelrisalits mit hohem, geschweiftem Knickgiebel und einem diesem vorgelagerten, zweistöckigen Altan als Hauptschauseite konzipierte, vierachsige Straßenfront. Die auf der Bauzeichnung abgebildeten Zierelemente, wie die den Giebel bekrönenden kleinen Obelisken oder die Kugelaufsätze der Balkonbrüstung, sind entweder nie zur Ausführung gelangt oder nicht mehr erhalten. Gegen den öffentlichen Raum wird das Grundstück durch die bauzeitliche Einfriedung begrenzt. Im rückwärtigen Bereich des Grundstücks befindet sich das über der Grenze zur Nachbarparzelle 218h errichtete, eingeschossige Nebengebäude mit geschweiftem Ziergiebel, in dem sich jeweils Waschküche und Geräteraum der beiden Vordergebäude befanden.  Ende des 19. Jahrhunderts verwandelte sich das Bauerndorf Trachau infolge des Baues der durch Trachauer Flur führenden Eisenbahnstrecke Dresden-Leipzig im Jahr 1839 und der fortschreitenden Ausdehnung Dresdens in eine Vorstadtsiedlung mit Wohn- und Geschäftshäusern für Beamte, Kaufleute, Lehrer und Ruheständler. Die überwiegende Zahl der auf den ehemaligen Feldern neu errichteten Gebäude waren zweistöckige Mietvillen in historistischem Stil. Beschleunigt wurde diese Entwicklung zusätzlich durch die direkte Anbindung an den Eisenbahnverkehr mit der Eröffnung des Haltepunkts Trachau im Jahr 1902 und die 1903 folgende politische Eingemeindung des Dorfes nach Dresden. Als typischer Vertreter einer historisisierenden Dresdner Mietvilla des ausgehenden 19. Jahrhunderts, die mit ihrem geschweiften Knickgiebel vor allem in Anlehnung an die Deutsche Renaissance entworfen wurde, ist die Villa Platanenstraße 13 baugeschichtlich bedeutend. Im Zusammenhang mit der annähernd gleichzeitig entstandenen Villenbebauung des planmäßig angelegten Viertels im Nordosten Trachaus, auch Wilder-Mann-Viertel genannt, ist sie außerdem ortsentwicklungsgeschichtlich von Bedeutung, lässt sich doch an der charakteristischen Bebauung die rasante Entwicklung dieses sogenannten Wilder-Mann-Viertels um die Jahrhundertwende ablesen. Bereits vor dem Ersten Weltkrieg weist die nahe gelegene, im Jahr 1898 ausgebaute Wilder-Mann-Straße eine fast schon geschlossene Bebauung auf (LfD/2015).
5. ↑  
Im Oktober 1896 reichte der Trachauer Gutsbesitzer Hermann August Stephan ein Gesuch zum Bau eines Wohn- und Seitengebäudes an der nach 1895 neu angelegten Platanenstraße bei der Gemeinde Trachau ein. Von seinem Schwiegersohn und Eigentümer der Nachbarparzelle, dem Maurer Ernst Gustav Schäfer, ging parallel ein gleichlautendes Hausbaugesuch ein. Die Baugenehmigung für die baugleichen, zweigeschossigen Mietvillen mit abgeplattetem Walmdach erhielten beide im März des darauffolgenden Jahres.  Die vier Fensterachsen zählende, straßenseitige Fassade der Platanenstraße 15 präsentiert sich mittels eines leicht hervorspringenden, zweiachsigen Mittelrisalits und eines diesem vorgelagerten zweigeschossigen Altans als Hauptschauseite. Die restlichen Fassaden des glatt verputzten Baukörpers werden lediglich durch Gurt- und Kranzgesimse gegliedert. In Form von einfachen Gesimsstücken sind auch die Verdachungen der hochrechteckigen, mit Sandsteinlaibungen versehenen Fensteröffnungen schlicht gehalten. Im Gegensatz dazu sind der den Risalit abschließende, gesprengte Ziergiebel sowie der Altan reich geschmückt: Pilaster und Gebälkzone gliedern den mit Kugelaufsätzen bekrönten und mit figürlichem Medaillon und Rosetten geschmückten Blickfang. Auch am vorgelagerten Altan fanden Pfeiler und Kugelaufsätze schmückende Verwendung. Gegen den öffentlichen Raum wird das Grundstück durch die bauzeitliche Einfriedung begrenzt. Im rückwärtigen Bereich des Grundstücks befindet sich das über der Grenze zur Nachbarparzelle 218g errichtete, eingeschossige Nebengebäude mit geschweiftem Ziergiebel, in dem sich jeweils Waschküche und Geräteraum der beiden Vordergebäude befanden.  Der Bau der Eisenbahnstrecke Dresden-Leipzig sowie die fortschreitende Ausdehnung der Residenzstadt Dresden Ende des 19. Jahrhunderts bedeuteten für Trachau den Wandel vom Bauerndorf zur Vorstadtsiedlung mit Wohn- und Geschäftshäusern für Beamte, Kaufleute, Lehrer und Ruheständler. Die Bebauung der bis dato landwirtschaftlich genutzten Flächen entsprach in der Hauptsache dem Typus der zweistöckigen, historistischen Mietvilla. Zusätzlichen Schub erhielt diese Entwicklung zusätzlich durch die direkte Anbindung an den Eisenbahnverkehr mit der Eröffnung des Haltepunkts Trachau im Jahr 1902 und die 1903 folgende politische Eingemeindung des Dorfes nach Dresden. 
Als typischer Vertreter einer historisierenden Dresdner Mietvilla des ausgehenden 19. Jahrhunderts, die mit ihrem hohen Giebel vor allem in Anlehnung an die Deutsche Renaissance entworfen wurde, ist die Villa Platanenstraße 15 baugeschichtlich bedeutend. Im Zusammenhang mit der annähernd gleichzeitig entstandenen Villenbebauung des planmäßig angelegten Viertels im Nordosten Trachaus, auch Wilder-Mann-Viertel genannt, ist sie außerdem ortsentwicklungsgeschichtlich von Bedeutung, lässt sich doch an der charakteristischen Bebauung die rasante Entwicklung dieses sogenannten Wilder-Mann-Viertels um die Jahrhundertwende ablesen (LfD/2015).
6. 1 2 3 4 5 6 7 8 9 10 11  
Gartenheimsiedlung Trachau II: Kleine Siedlung des Bauverein Gartenheim e.G.m.b.H. in etwa zwischen Böttgerstraße, Platanenstraße, Stephanstraße und Burgsdorffstraße, aus insgesamt zwölf Gebäuden mit Einfriedungen und kleinen Portalen, traditionell gestaltete Häuser mit Walm- oder Satteldächern, die Lochfassaden belebt durch Klappläden, Sprossenfenster, offene Loggien, der zurückhaltende Schmuck zumeist an Vorbauten und Eingangsachsen, Dachaufbauten, trotz unterschiedlicher Gestaltung in den Details Gesamtzusammenhang erkennbar, etwas eigenwilliger die Platanenstraße 17/17b mit gotisierenden Treppengiebeln, Anlage in etwa vergleichbar mit der westlich benachbarten kleinen Siedlung des Bauverein Gartenheim (siehe Aachener Straße 34–38), baugeschichtlich, künstlerisch und stadtgeschichtlich bedeutend (LfD/2010).
7. 1 2 3 4 5 6 7  
Kleine Siedlung des Bauverein Kriegerfamilienheim in etwa zwischen Böttgerstraße, Schützenhofstraße, Stephanstraße und Platanenstraße, aus insgesamt zehn Bauten mit Grünanlage und Einfriedungen, Gebäude traditionelle Geschossbauten mit Walmdächern, Lochfassade und Dachaufbauten, Betonung der Eingangsachsen, zumeist horizontale Gliederungen, Akzentuierung durch Blendbögen und -felder, runde Öffnungen usw., Eingangssituation zur Stephanstraße 81b/81c durch Mauergestaltung und Giebelwand hervorgehoben, markante Anlage des Kleinwohnungs- und Siedlungsbaues der 1920er Jahre, baugeschichtlich, künstlerisch und stadtentwicklungsgeschichtlich bedeutend (LfD/2010).
8. ↑  
Bei dem über halbrundem Grundriss errichteten fünfgeschossigen Wohnhaus Rietzstraße 32 b in Dresden, OT Trachau handelt es sich um eines der städtebaulich markantesten Eckgebäude Dresdens. Dabei ist es auch aufgrund seiner Höhe weithin im Straßenraum sichtbar. Die eigenwillige Grundrissform, der „turmartige“ Charakter und die im Kontrast zum Umfeld stehende Fassadengestaltung führt bei dem hier zu beurteilenden Objekt zu einer stadtentwicklungsgeschichtlichen Unverwechselbarkeit, welche den städtebaulichen Wert begründet. Abgesehen davon bildet das hoch aufragende, 1926–1927 errichtete Eckhaus ein exemplarisches Beispiel für die versachlichte Architektur aus dem Anfang des 20. Jahrhunderts, die noch in den 1920er Jahren weiter wirkte, und ist somit auch baugeschichtlich bedeutend. Typisch für diese Epoche waren klar gegliederte, fast schmucklose Bauten, die in hohen Dächern kulminierten. Trotz des Zwangs, das Gebäude auf einer bis dahin unbebauten und vergleichsweise wenig Platz bietenden Ecke unterzubringen, zeigt die Fassade ein harmonisches und ausgewogenes Erscheinungsbild. Es fällt insbesondere die zeittypische neoklassizistisch anmutende Pilastergliederung vom ersten bis zum dritten Obergeschoss ins Auge. Belebend wirken die zurückhaltend gestalteten, aber formschönen Zierspiegel auf den Fensterbrüstungen. Über einen seitlichen Torbogen gelangt man ins Innere des Hauses. Obwohl das vierte Obergeschoss gestalterisch abweicht, ist es keine spätere Zutat, sondern während der Erbauung des Hauses entstanden. Die Bandbreite der Architektur der 1920er Jahre ermöglichte auch bauliche Gestaltungen im Traditionalismus, der seine Bauformen aus der klassischen Architektursprache bezog. Bauelemente und Ornamente wurden als selbstständige Elemente bewusst handwerklich aufwändig und sorgfältig gesetzt. Blockhafte Körper, hohe Dächer, Raumkrümmungen und repräsentative Gestaltungen waren weitere Ausprägungen dieser Spielart. Das öffentliche Erhaltungsinteresse an der Rietzstraße 32b ergibt sich aus dem Gewicht der einschlägigen Schutzgründe, der städtebaulichen und baugeschichtlichen Bedeutung sowie aus der Tatsache, dass vergleichbare Bauten von den Kollegen in anderen Bundesländern als Denkmale behandelt werden (LfD/2012).
9. ↑  
Siehe auch: Liste der Kulturdenkmale der Großsiedlung Trachau
Sachgesamtheit Großsiedlung Trachau mit folgenden Einzeldenkmalen: Güntzheim (ID-Nr. 09217449, Industriestraße 40), Apostelkirche (ID-Nr. 09217462, Kopernikusstraße 40), Heizhaus (ID-Nr. 09217431, Halleystraße 2), Brunnen mit Faunfigur (ID-Nr. 09303595, Aachener Straße), die Wohngebäude Aachener Straße 1/3 und Industriestraße 28 (ID-Nr. 09217566), Aachener Straße 5 (ID-Nr. 09210053), Aachener Straße 7/7b (ID-Nr. 09210054), Aachener Straße 9/9b/11/11b, Halleystraße 1/3/5/7 und Kopernikusstraße 38/38b (ID-Nr. 09210055), Aachener Straße 13/15/15b/17/17b/19/19b/19c/21/21b/23/23b/25 (ID-Nr. 09210059), Aachener Straße 25b/27/27b/29/29b (ID-Nr. 09210060), Abbestraße 1/3/5/7/9/11/13/15/17/21/23 (ID-Nr. 09217339), Abbestraße 2/4/6/8 (ID-Nr. 09210072), Abbestraße 10 (ID-Nr. 09210074), Abbestraße 14/16/18/20/22/24 (ID-Nr. 09210075) Abbestraße 25/27/29 und Benzstraße 2 (ID-Nr. 09210069), Abbestraße 31/33/35 (ID-Nr. 09210070), Benzstraße 4 (ID-Nr. 09210078), Benzstraße 6 und Fraunhoferstraße 28/30 (ID-Nr. 09210079), Brehmweg 1/3/5/7/9/11/13/15/17/19/21/23 (ID-Nr. 09217359), Carl-Zeiss-Straße 1/3 (ID-Nr. 09217363), Carl-Zeiss-Straße 5 (ID-Nr. 09210101), Carl-Zeiss-Straße 7 (ID-Nr. 09210102), Carl-Zeiss-Straße 9/11 (ID-Nr. 09210103), Carl-Zeiss-Straße 14/16 (ID-Nr. 09210104), Carl-Zeiss-Straße 18/20 (ID-Nr. 09210105), Carl-Zeiss-Straße 22/24 (ID-Nr. 09210108), Carl-Zeiss-Straße 26/28/30/32/34/36/38/40/42/44/46/48, Dopplerstraße 3/5, Fraunhoferstraße 1/3/5/7/9/11/13/15/17/19/21/23/25/27/29/31/33, Industriestraße 54/56/58/60/62/64/66, Kopernikusstraße 66/68/70/72/74 und Richard-Rösch-Straße 2/4/6/8/10/12/14/16/18/20/22/24/26/28/30/32/34/36/38/40 (ID-Nr. 09210110), Dopplerstraße 1, Fraunhoferstraße 2 und Kopernikusstraße 54/56/58/60/62/64 (ID-Nr. 09217376), Dopplerstraße 2 und Kopernikusstraße 42/44/46/48/50/52 (ID-Nr. 09210114), Fraunhoferstraße 4/6/8/10/12/14/16/18/20/22/24/26 (ID-Nr. 09210116), Frauenhoferstraße 32/34/36/38 (ID-Nr. 09210119), Gustav-Richter-Straße 1/3/5/7 (ID-Nr. 09217428), Gustav-Richter-Straße 2/4/6/8/10/12/14/16/18/20; Großsiedlung Trachau, Bauabschnitt bis 1933 bekanntestes Beispiel des Neuen Bauens in Dresden und repräsentativ für den gemeinnützigen Wohnungsbau der Weimarer Republik, danach konsequent in traditioneller Bauweise fortgesetzt, damit exemplarisch für den Paradigmenwechsel in Architektur und Städtebau nach 1933, baugeschichtlich, städtebaulich und in Teilen künstlerisch bedeutend sowie singulär. 

Großsiedlung Trachau: Gebäude einer weiträumigen Siedlung von ASSV, GEWOG, GEWOBAG und Siedlergemeinschaft Sonnenlehne e. V. mit Apostelkirche, ehemaligem Güntzheim, Heizhaus, weiteren Zweckgebäuden, Freiplastiken, Grüngestaltung usw. zwischen Aachener Straße, Schützenhofstraße, Richard-Rösch-Straße und Industriestraße, gesamte Anlage axial auf das ehemaligen Güntzheim ausgerichtet, von 1929 bis Ende der 1950er Jahre entstanden, bedeutendstes Beispiel des Neuen Bauens in Dresden, dabei auch exemplarisch für den Paradigmenwechsel in Architektur und Städtebau nach 1933, Beteiligung mehrerer Architekten, Bauten der Weimarer Republik modern, funktionalistisch, mit klaren Baukuben, Flachdächern, Fensterbändern, Loggien usw., dem Bauhaus nahestehend, bemerkenswert die Laubenganghäuser in der Halleystraße, kleinteiliger die Reihenhäuser an der Schützenhofstraße, Gebäude im oberen Teil der Aachener Straße mit modernen Fassaden und Walmdächern schaffen Übergang zur gegenüberliegenden Gartenheimsiedlung, Häuser der NS-Zeit traditionalistisch, mit Lochfassaden und Walmdächern, Fortsetzung dieser formalen Auffassung bis Ende der 1950er Jahre, neben Hellerau bedeutsamste Siedlungsanlage aus der ersten Hälfte des 20. Jahrhunderts in Dresden, mit Rundling und Meyerschen Häusern in Leipzig eine der städtebaulich ambitioniertesten sächsischen Siedlungen dieser Zeit, darüber hinaus größte Anlage des Kleinwohnungs- und Siedlungsbaus um 1930 in Sachsen, baugeschichtlich, stadtentwicklungsgeschichtlich und in Teilen künstlerisch bedeutend sowie singulär (LfD/2010).
10. ↑  
Die um 1930 mit Lochfassade und Walmdächern errichtete Wohnanlage über L-förmigem Grundriss an Bunsen- und Wöhlerstraße besteht aus 4 aneinander gebauten Mehrfamilienhäusern. An den viergeschossigen, weitgehend schmucklosen Wohnhäusern sind die Treppenhausachsen durch verputzte, farbig abgesetzte Risalite mit geradem, leicht gestuftem Abschluss hervorgehoben und werden belebt von expressionistischen Formen wie Dreiecken, Staffelungen und spitzen Winkel. In allen Treppenhäusern auffällig gesprosste Fenster und Haustürverglasungen. Die markante Anlage verweist auf die bauliche Entwicklung dieses Teils von Trachau um 1930 vor allem als Arbeiterwohngebiet, hierdurch erlangt sie einen stadtentwicklungsgeschichtlichen Aussagewert. Außerdem ist die Wohnanlage als Zeugnis für die Architektur ihrer Zeit von baugeschichtlicher und städtebaulicher Bedeutung (LfD/2014).